# Abbeville
Cet article concerne la ville française. Pour les autres lieux portant ce nom, voir Abbeville (homonymie).
Abbeville /abvil/ est une commune française, sous-préfecture du département de la Somme, en région Hauts-de-France.
Avec 22 406 habitants en 2022, elle est la 2e commune du département derrière Amiens, ainsi que la 28e de la région Hauts-de-France[Quand ?].
Ancienne capitale du Ponthieu, elle a fait partie de la province puis de la région administrative de Picardie jusqu'en 2015.

## Géographie

### Localisation
Abbeville est une ville picarde proche de la Baie de Somme située entre Ponthieu et Vimeu.
À vol d'oiseau, la commune est située à 41 km au nord-ouest d'Amiens, 58 km au nord-est de Dieppe, 70 km au sud-ouest d'Arras, 71 km au sud de Boulogne-sur-Mer et à 91 km au nord-est de Rouen.
Le territoire de la commune est limitrophe de ceux de neuf communes.
Les communes limitrophes sont Buigny-Saint-Maclou, Yonval, Cambron, Caours, Drucat, Épagne-Épagnette, Grand-Laviers, Mareuil-Caubert et Vauchelles-les-Quesnoy.

### Géologie et relief
La superficie de la commune est de 26,42 km2 ; son altitude varie de 2  à   76 mètres. 

### Hydrographie

#### Réseau hydrographique

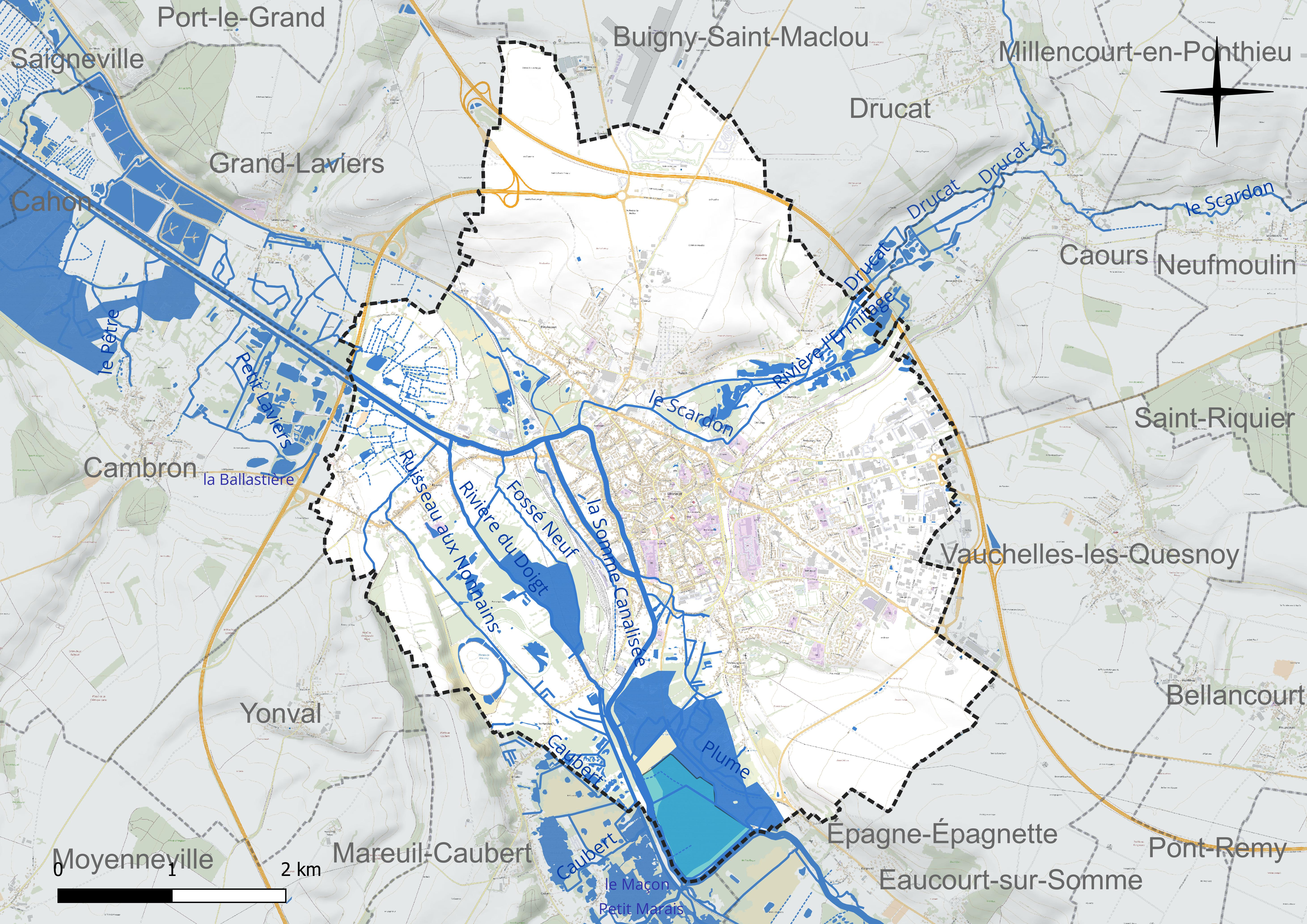
Carte hydrographique de la commune.

La commune est située dans le bassin Artois-Picardie. Elle est drainée par la Somme canalisée, la rivière du Doigt, le Contre-fossé rive gauche du canal maritime d'Abbeville à Saint-Valéry-sur-Somme, le Scardon, la rivière aux Nonains, le Drucat, la Novion, le Maillefeu, le ruisseau de Menchecourt, le bras de décharge rd ecl 24 Abbeville de la vanne du bras de décharge au conf du canal maritime, la rivière l'Ermitage et divers autres petits cours d'eau.
Le canal de la Somme, construit entre 1770 et 1827, mis au gabarit Freycinet en 1880, est long 170 km. Il débute à Saint-Simon où il touche au canal de Saint-Quentin et débouche dans la baie de Somme.
Le contre-fossé du canal maritime d'Abbeville à Saint-Valéry-sur-Somme, d'une longueur de 14 km, prend sa source dans la commune  et se jette  dans la baie de Somme à Saint-Valery-sur-Somme, après avoir traversé six communes.
Le Scardon, d'une longueur de 12 km, prend sa source dans la commune de Saint-Riquier et se jette  dans la Somme canalisée sur la commune, après avoir traversé six communes. Les caractéristiques hydrologiques du Scardon sont données par la station hydrologique située sur la commune. Le débit moyen journalier maximum est de 30,7 m3/s, atteint lors de la crue du 30 novembre 2022. Le débit instantané maximal est quant à lui de 2,83 m3/s, atteint le 9 mai 2024.
Le Scardon, d'une longueur de 12 km, prend sa source dans la commune de Saint-Riquier et se jette  dans la Somme canalisée sur la commune, après avoir traversé six communes. Les caractéristiques hydrologiques du Scardon sont données par la station hydrologique située sur la commune. Le débit moyen journalier maximum est de 30,7 m3/s, atteint lors de la crue du 30 novembre 2022. Le débit instantané maximal est quant à lui de 2,83 m3/s, atteint le 9 mai 2024.
Certains cours d'eau, ayant été partiellement enterrés s'ils traversent le centre-ville, drainent le fond de vallée, sujet aux inondations comme en 2001 — par remontée de la nappe phréatique —, ce qui nécessite leur entretien régulier.

Abbeville, au confluent du Scardon et de la Somme, dans l'Ouest du bassin de la Somme.
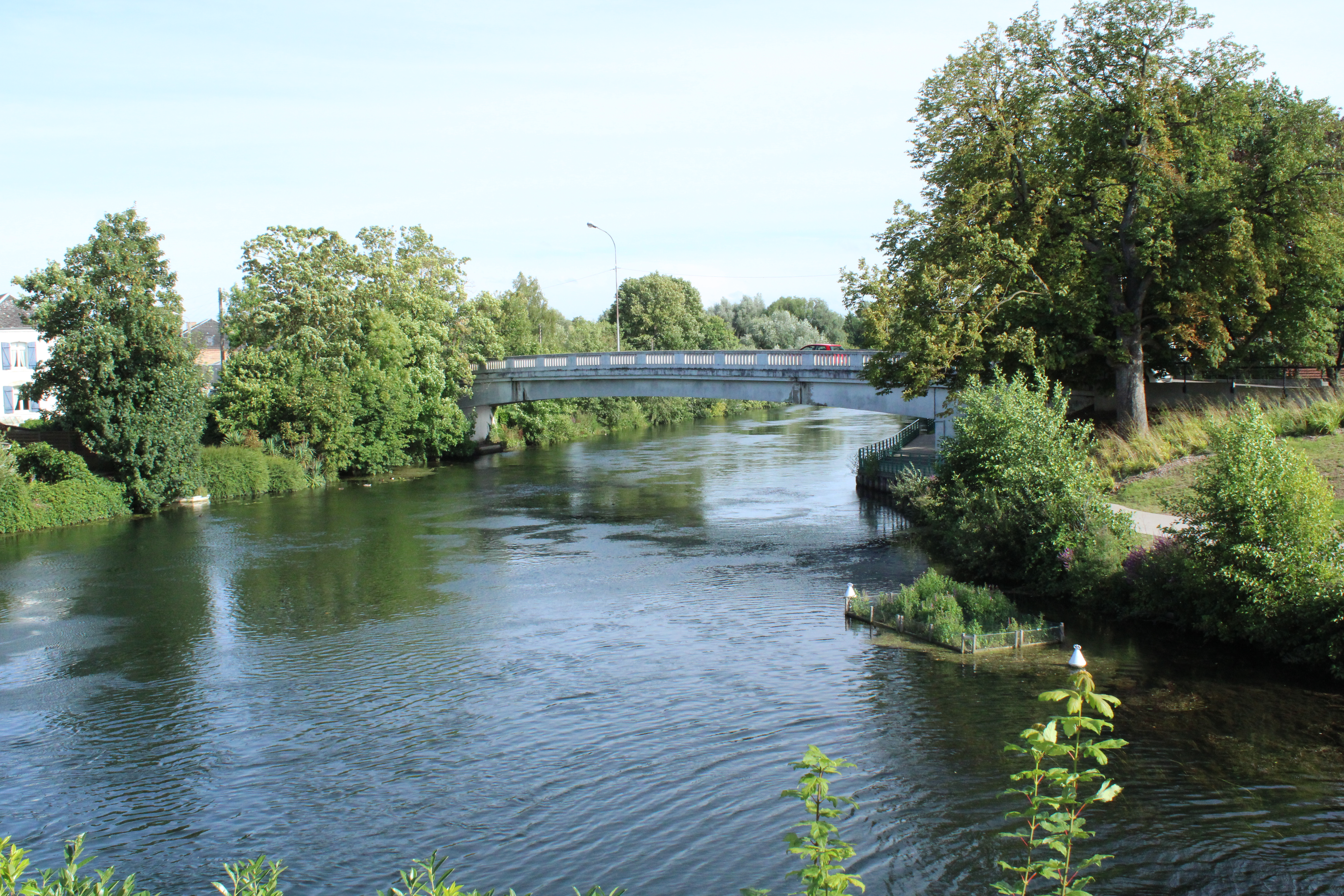
La Somme au pont du faubourg de la Portelette.

#### Gestion et qualité des eaux
Le territoire communal est couvert par le schéma d'aménagement et de gestion des eaux (SAGE) « Somme aval et Cours d'eau côtiers ». Ce document de planification concerne un territoire de 1 835 km2 de superficie, délimité par le bassin versant de la Somme canalisée. Le périmètre a été arrêté le 29 avril 2010 et le SAGE proprement dit a été approuvé le 6 août 2019. La structure porteuse de l'élaboration et de la mise en œuvre est le syndicat mixte d'aménagement hydraulique du bassin versant de la Somme (AMEVA).
La qualité des cours d'eau peut être consultée sur un site dédié géré par les agences de l'eau et l'Agence française pour la biodiversité.

### Climat
Une station existe depuis le 1er mai 1922. Elle est déplacée deux fois ; depuis le 1er juin 1963, elle est située près de l'aérodrome, à une altitude de 69 mètres (50,1361, 1,83389)
Abbeville est sous l'influence d'un climat océanique du fait de sa proximité avec la Manche. Les hivers, comme les étés, sont tempérés et pluvieux ; les jours de neige ne sont pas si rares (18 jours de neige par an en moyenne). Il y a 26 jours d'orage par an, avec un maximum aux mois de juillet et d'août ; les pluies sont fréquentes et réparties régulièrement dans l'année, avec une quantité de précipitations de 781,3 mm sur 128 jours. L'ensoleillement est moyen (1 678 heures par an), du fait de sa position au nord de la France et de l'influence océanique, qui permet aussi d'empêcher les températures d'être trop élevées, avec trois jours de fortes chaleurs (température supérieure ou égale à 30 °C), ou d'être trop froides, avec six jours de fortes gelées (température inférieure ou égale à −5 °C).
Le record de chaleur est de 41,3 °C, le 25 juillet 2019 (lors d'une canicule) ; le record de froid est de −17,4 °C, le 17 janvier 1985 (lors d'une vague de froid). Par ailleurs, un record absolu national de pression atmosphérique a été établi le 20 janvier 2020, avec 1 049,7 hPa.

### Milieux naturels et biodiversité
Depuis le 28 juillet 2020, elle est incluse dans le Parc naturel régional Baie de Somme - Picardie maritime.
On peut signaler les parcs et espaces verts suivants : 
- Le jardin d'Émonville dans lequel est située la bibliothèque municipale Robert-Mallet ainsi que le service des archives municipales doit son nom de l'un de ses propriétaires, Arthur Foulques d'Émonville, amateur de botanique qui avait acheté une partie du prieuré Saint-Pierre-et-Saint-Paul d'Abbeville, pour aménager un jardin et construire un hôtel particulier. L'entrée principale du jardin est un vestige du prieuré.
- Le Carmel et ses jardins.
- Le parc municipal de La Bouvaque.

De nombreux oiseaux sédentaires ou migrateurs sont présents ainsi que des saulaies, des roselières…

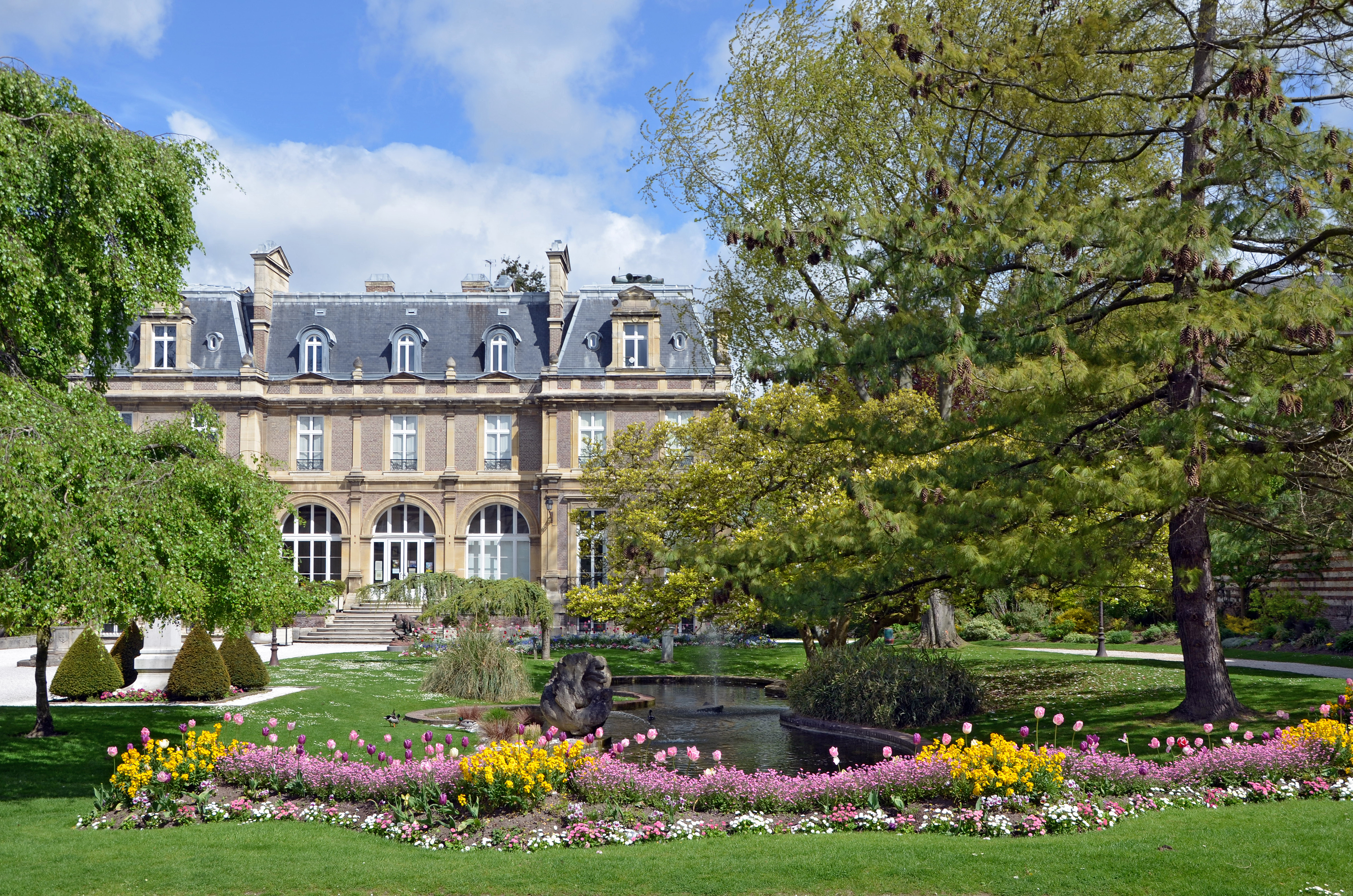
Bibliothèque municipale Robert-Mallet (ancien hôtel d'Émonville) et jardins.
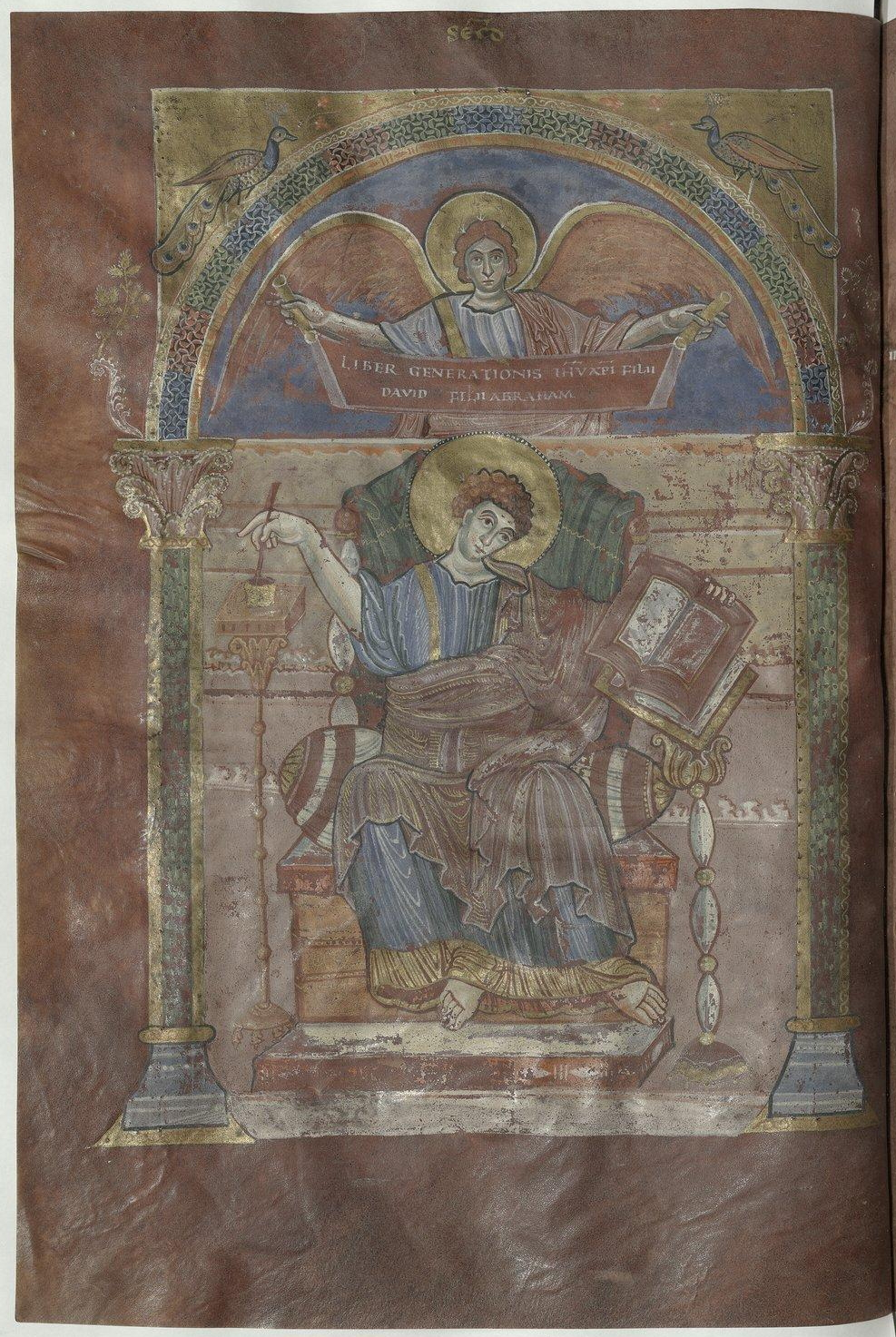
Miniature de saint Matthieu, Évangéliaire de Saint-Riquier, bibliothèque municipale, ms.4.

## Urbanisme

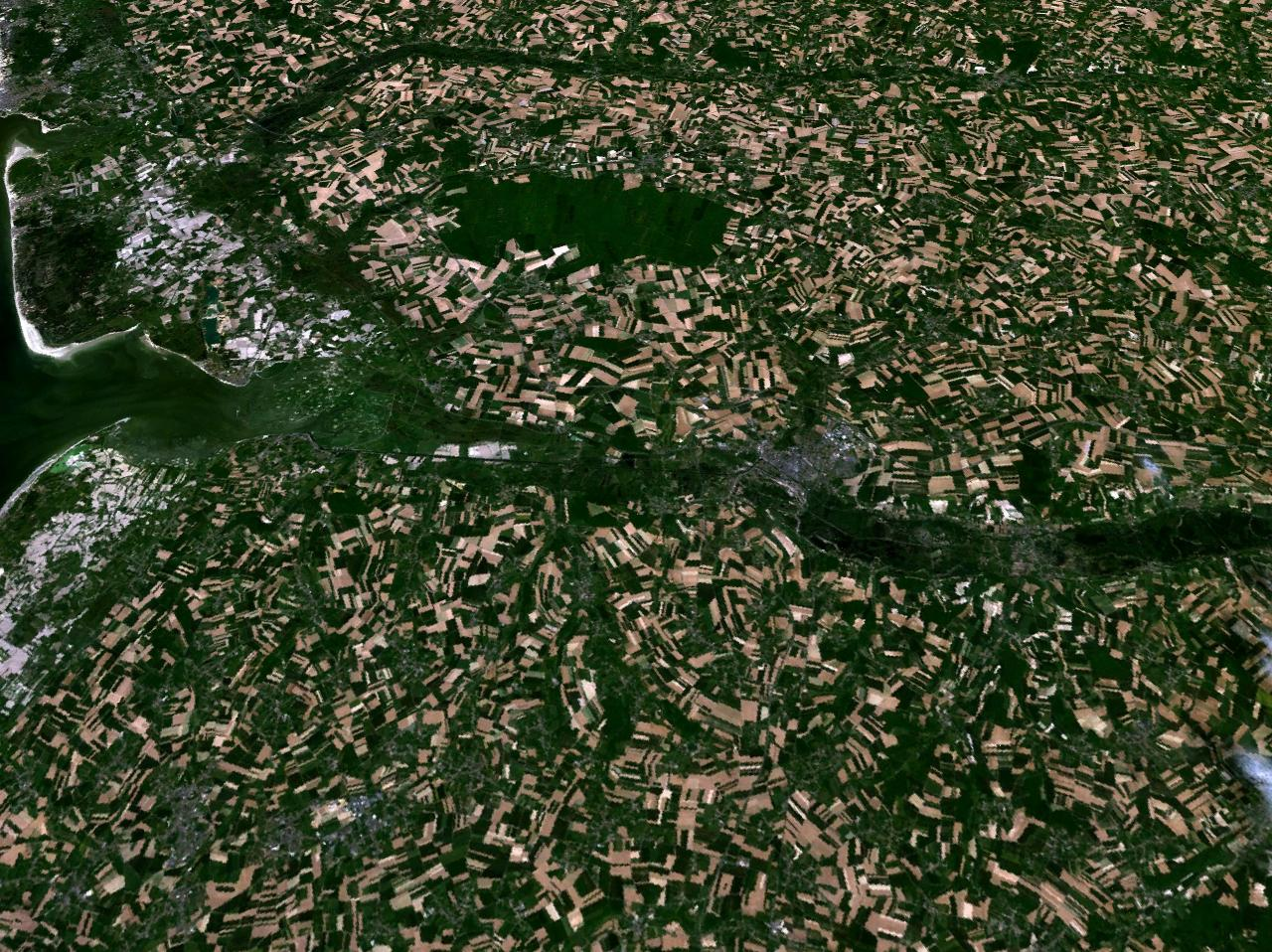
Vue aérienne d'Abbeville, vue de 30 km d'altitude.
On distingue clairement la Somme et la Baie de Somme.

### Typologie
Au 1er janvier 2024, Abbeville est catégorisée centre urbain intermédiaire, selon la nouvelle grille communale de densité à sept niveaux définie par l'Insee en 2022.
Elle appartient à l'unité urbaine d'Abbeville, une agglomération intra-départementale regroupant cinq  communes, dont elle est ville-centre,,. 
Par ailleurs la commune fait partie de l'aire d'attraction d'Abbeville, dont elle est la commune-centre,. Cette aire, qui regroupe 73 communes, est catégorisée dans les aires de 50 000 à moins de 200 000 habitants,.

### Occupation des sols

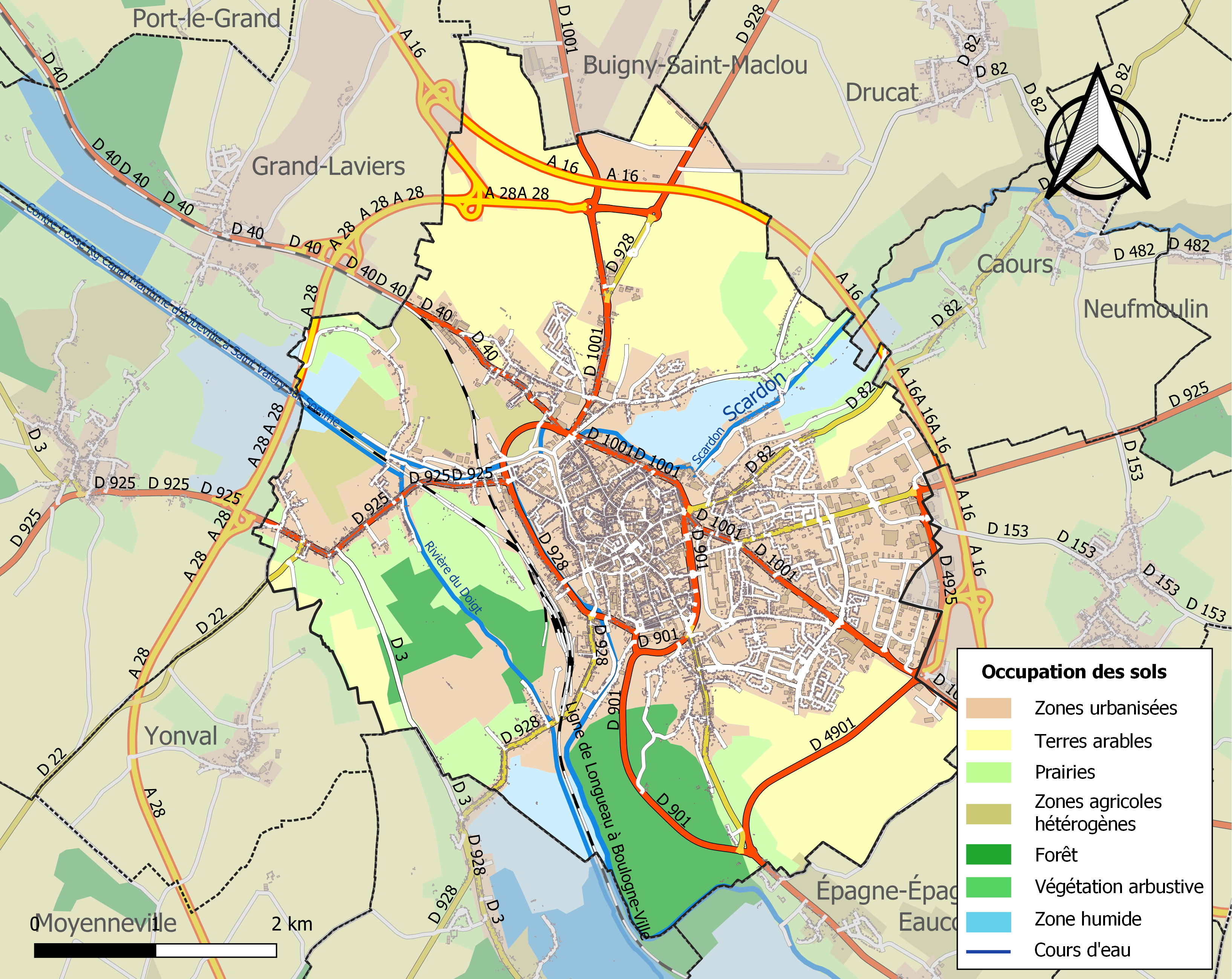
Carte des infrastructures et de l'occupation des sols de la commune en 2018 (CLC).

L'occupation des sols de la commune, telle qu'elle ressort de la base de données européenne d'occupation biophysique des sols Corine Land Cover (CLC), est marquée par l'importance des territoires artificialisés (43,2 % en 2018), en augmentation par rapport à 1990 (34,7 %). 
La répartition détaillée en 2018 est la suivante : zones urbanisées (31,6 %), terres arables (26,3 %), prairies (11,5 %), forêts (9,4 %), zones industrielles ou commerciales et réseaux de communication (8,2 %), zones humides intérieures (4,9 %), zones agricoles hétérogènes (4,7 %), espaces verts artificialisés, non agricoles (3,5 %). 
L'évolution de l'occupation des sols de la commune et de ses infrastructures peut être observée sur les différentes représentations cartographiques du territoire : la carte de Cassini (XVIIIe siècle), la carte d'état-major (1820-1866) et les cartes ou photos aériennes de l'IGN pour la période actuelle (1950 à aujourd'hui).

### Faubourgs, hameaux et lieux-dits
- Le parc d'Émonville tient son nom de l'un de ses propriétaires : Arthur Foulc d'Émonville, amateur de botanique qui avait acheté une partie du prieuré Saint-Pierre-et-Saint-Paul, pour y aménager un jardin et y construire un hôtel particulier, qui abrite aujourd'hui la section « étude et patrimoine » de la bibliothèque municipale Robert-Mallet. Les vestiges du prieuré sont l'arche d'entrée, actuelle entrée principale du jardin située sur la place Clemenceau, ainsi que certains bâtiments qui composent le lycée Saint-Pierre, dont la remarquable chapelle Saint-Pierre-et-Saint-Paul (aujourd'hui dans un état déplorable). Ce lieu est considéré par certains comme étant l'origine d'Abbeville, car il était l'emplacement du premier château des comtes de Ponthieu, que l'on nomme castrum. On suppose que ce lieu pourrait être l'emplacement de la ferme d'Abbatis Villa, dépendance de l'abbaye de Saint-Riquier[27].
- Les faubourgs de la Bouvaque et de Thuison sont situés au nord de la ville. Le parc municipal de La Bouvaque, longé par le boulevard de la République, se compose de l'étang de La Bouvaque et des prés Collart, anciens bassins de décantation de la sucrerie Béghin-Say. On trouvait à Thuison la chartreuse de Saint-Honoré fondée en 1301 par Guillaume de Mâcon, évêque d'Amiens[28]. Il s'agit d'une ancienne propriété de l'ordre du Temple vendue à ce dernier par Gérard de Villiers, le dernier maître de la province de France[29]. La vente est confirmée par Hugues de Pairaud, alors visiteur de France[30]. Des œuvres d'art provenant de l'abbaye Saint-Honoré à Thuison se trouvent aujourd'hui dans de grands musées étrangers : l'Ermitage à Saint-Pétersbourg (L'entrée de Jésus à Jérusalem, un des panneaux mobiles du retable du maître-autel), Art Institute de Chicago.
- Le faubourg Saint Gilles, situé au sud-est de la ville.
- Rouvroy à l'ouest, dont le nom représente la forme picarde correspondant au français central Rouvray, toponyme signifiant « rouvraie », lieu planté de chênes, composé du mot rouvre « chêne » aujourd'hui spécialisé pour désigner le chêne rouvre, indique la présence d'un bois de chênes.
- Mautort, à côté de Rouvroy, est un ancien fief situé entre Cambron et Abbeville. Il est à l'origine du nom noble de Mautort, qui subsiste dans le nom de famille Tillette de Mautort ou, par exemple, de Georges-Victor Demautort. Le nom tort est attesté en ancien français avec le sens de détour et Mau (du latin malus, « mauvais »). L'église Saint-Silvin de Mautort, emblématique du quartier, n'est au départ qu'une simple chapelle de marins fondée au XIe siècle et subit de nombreuses modifications au cours des XIVe, XVe et XVIe siècles.
- Menchecourt, au nord-ouest, est connu par sa sucrerie (fermée en 2008 et rasée en 2010) et par son club de football. Le faubourg est parfois appelé Quartier de la Sucrerie.
- Porte au Bois, situé au nord-est de la ville.

### Quartiers

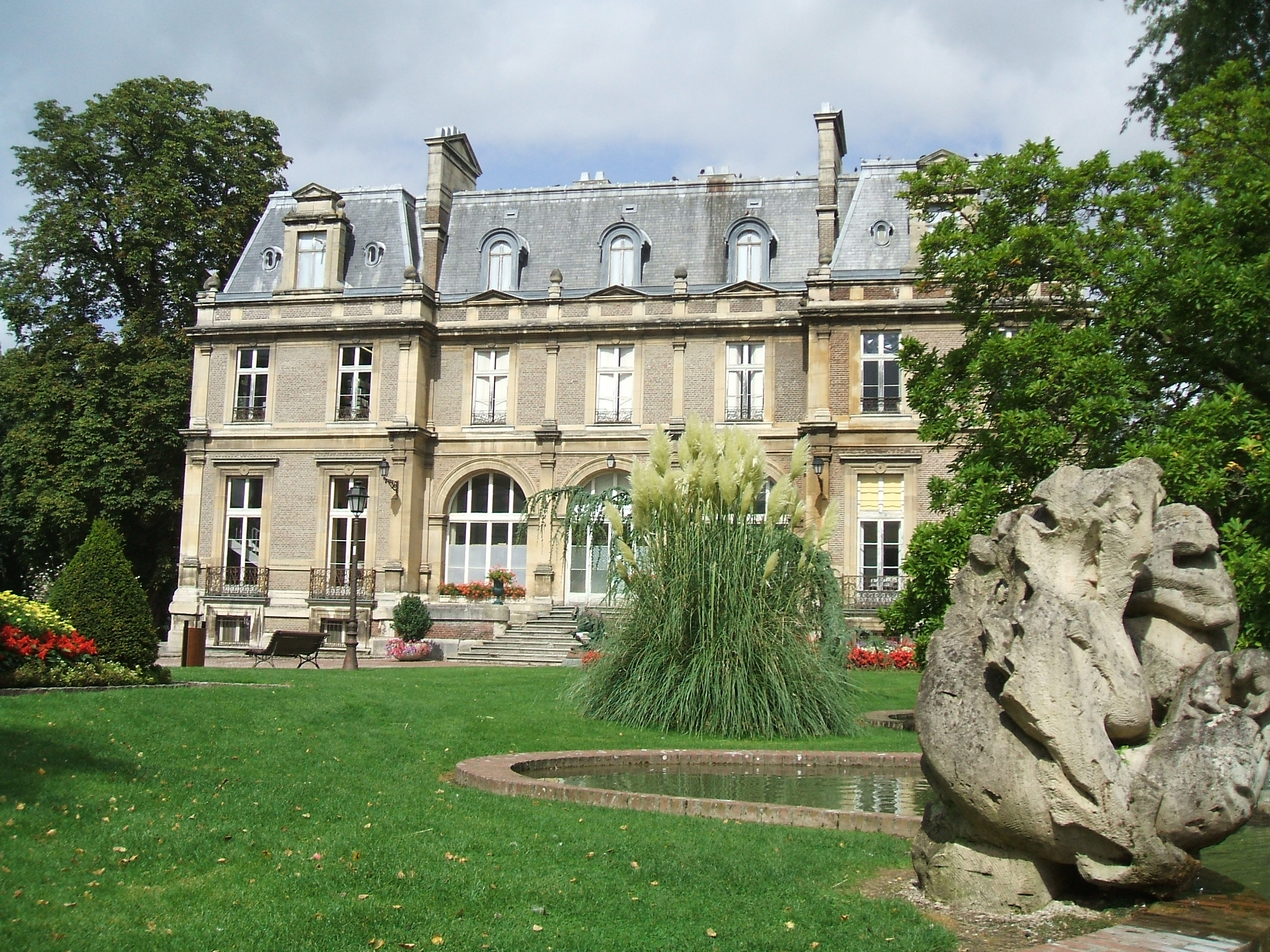
Bibliothèque publique dans le parc d'Emonville

La commune est découpée par l'INSEE en huit quartiers qui sont les suivants :
- Centre Ville Émonville ;
- Centre Ville Saint-Vulfran ;
- Delique Saint-Gilles ;
- Faubourg de la Bouvaque ;
- Faubourg de Menchecourt ;
- La Gare - Rouvroy - La Portelette ;
- La Porte au Bois ;
- Ponthieu-Bagatelle.

### Voies de communication et transports

#### Voies de communication
Abbeville est desservie par deux autoroutes : l'autoroute A16, qui relie la région parisienne à la frontière belge via Beauvais, Amiens, Boulogne-sur-Mer, Calais et Dunkerque, et l'autoroute A28, qui part d'Abbeville en direction de Rouen, Alençon, Le Mans et Tours.

#### Transports en commun
La gare d'Abbeville, faisant partie du réseau régional TER Hauts-de-France, est desservie par les liaisons Paris / Amiens – Boulogne-sur-Mer / Calais et Abbeville – Amiens / Albert.
La commune est desservie par plusieurs lignes d'autocars du réseau interurbain Trans'80. Ces lignes régulières sont essentiellement à vocation scolaire, car elles sont pour la plupart inactives le dimanche et les jours fériés et surtout pendant les vacances d'été.
Le réseau « Bus Abbeville Agglomération » (BAAG) dessert la ville et les communes limitrophes, avec trois lignes régulières, des lignes scolaires et des lignes de transport à la demande.

## Toponymie
Le nom de la ville est attesté sous diverses formes au cours des siècles : Britannia au IIIe siècle; Abacivo villa au VIe siècle (Histoire des Francs, Grégoire de Tours) ; Bacivum palatium, Abacivum villa au VIIe siècle ; Abbatis Villa ; Basiu, Haymonis villa au VIIe siècle ; Abbatisvilla en 1060 ; Abbevilla au XIe siècle ; Abbavilla en 1100 ; Abedvilla en 1125 ; Abatis villa en 1053 ; Abbatis vila en 1147 ; Abbasvilla et Abbisvilla en 1203 ; Abbevile en 1209 ; Abbevilla in ponticio en 1213 ; Abisvil entre 1251 et 1279;  Abeville en 1255 ; Abbeville en 1266 ; Abbisville en 1284 ; Abbeville em Pontiu au XIIIe siècle ; Albeville en 1345 ; Albeville en 1347 ; Aubeville en 1358 ; Aubbeville ; Aubeville ; Abevile en 1383 ; Abbativilla en 1492 ; Hableville en 1607.
Il s'agit d'une formation toponymique médiévale en -ville au sens ancien de « domaine rural » (qui a peut-être remplacé un toponyme antérieur), le premier élément est l'ancien français abbe « abbé », d'où le sens global de « domaine de l'Abbé », la localité dépendait en effet de l'abbaye de Saint-Riquier.
La ville est dénommée Adville en picard.

## Histoire

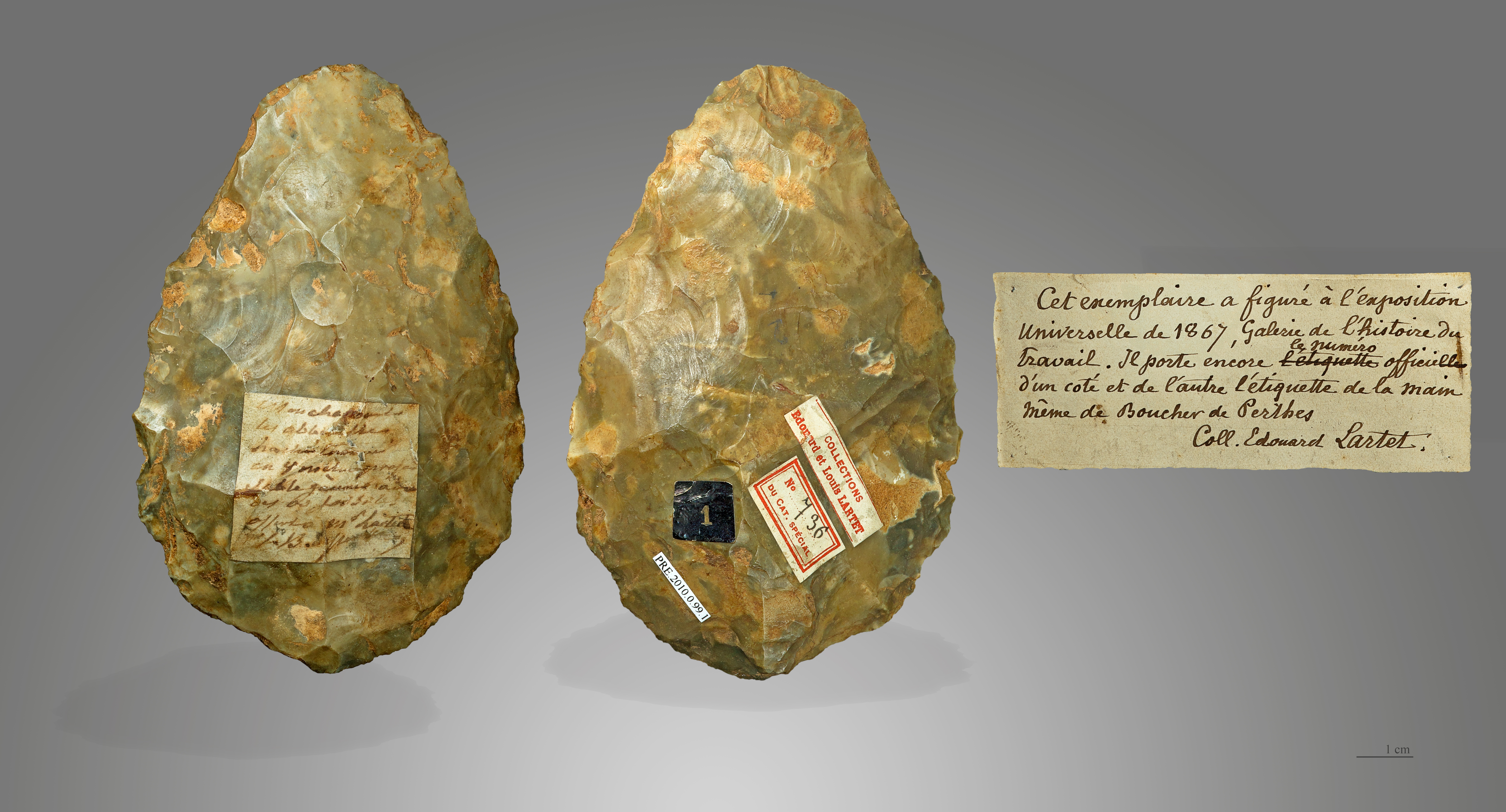
Biface de Menchecourt-les-Abbeville, exposé à l'Exposition universelle de 1867 - Muséum de Toulouse.

### Préhistoire

#### Paléolithique
Le sous-sol renferme de nombreux vestiges du Pléistocène. On doit à Jacques Boucher de Perthes la découverte d'une industrie lithique datant de l'Acheuléen. Cette découverte passe pour être un élément fondateur de la préhistoire en tant que science.

### Antiquité
Bien que les recherches de Jacques Boucher de Perthes aient mis en évidence une occupation du site d'Abbeville (quartier du Menchecourt-lès-Abbeville) d'époque acheuléenne, il faut s'imaginer l'endroit à l'époque romaine comme une succession de marécages, semblables aux marais de Saint-Gilles qui subsistent aujourd'hui. Plus au nord, tout le plateau entre l'Authie et la Somme était couvert d'une forêt primaire. Les Romains avaient dû entamer ce massif forestier pour le passage de la grande voie d'Amiens au village de Ponches d'une part, et d'autre part à l'ouest par la chaussée reliant le Beauvaisis à Boulogne-sur-Mer.
Le couple Abbeville / Saint-Valery-sur-Somme constitue la clef de l'énigme historique du débarquement de Maxime et de ses troupes britto-romaines au printemps de l’année 383 (Saint-Valery = Leuconos > Pors Liogan ; Abbeville = Talence > Tolente). La route en direction de Paris passe tout près du Vieux-Rouen-sur-Bresle, où a été identifié le personnage Himbaldus (Château-Hubault).

### Moyen Âge

#### Haut Moyen Âge
Au VIIe siècle, les bénédictins de Saint-Valery, Saint-Josse, Saint-Saulve de Montreuil, de Forest-Montiers, de Balance et de Valloires défrichèrent les bois qui avoisinaient leurs monastères. Le roi des Francs Dagobert Ier attribua alors à Riquier une partie de la forêt de Crécy, dont l'ermitage devint l'abbaye de Saint-Riquier : c'est l'acte de naissance du domaine abbatial d'Abbeville. La première mention d'Abbeville date de 831 dans la chronique d'Hariulphe. C'était alors une petite île de la Somme, habitée par des pêcheurs qui s'y réfugiaient avec leurs barques et s'y étaient fortifiés contre les invasions barbares venues du Nord. L'abbé Angilbert y aurait fait bâtir un château pour défendre cette île qui dépendait de l'abbaye de Saint-Riquier.

En 992, Hugues Capet fait fortifier la ville et la donne à sa fille, Gisèle, lors de son mariage avec Hugues Ier comte de Ponthieu qui résidait alors à Montreuil.

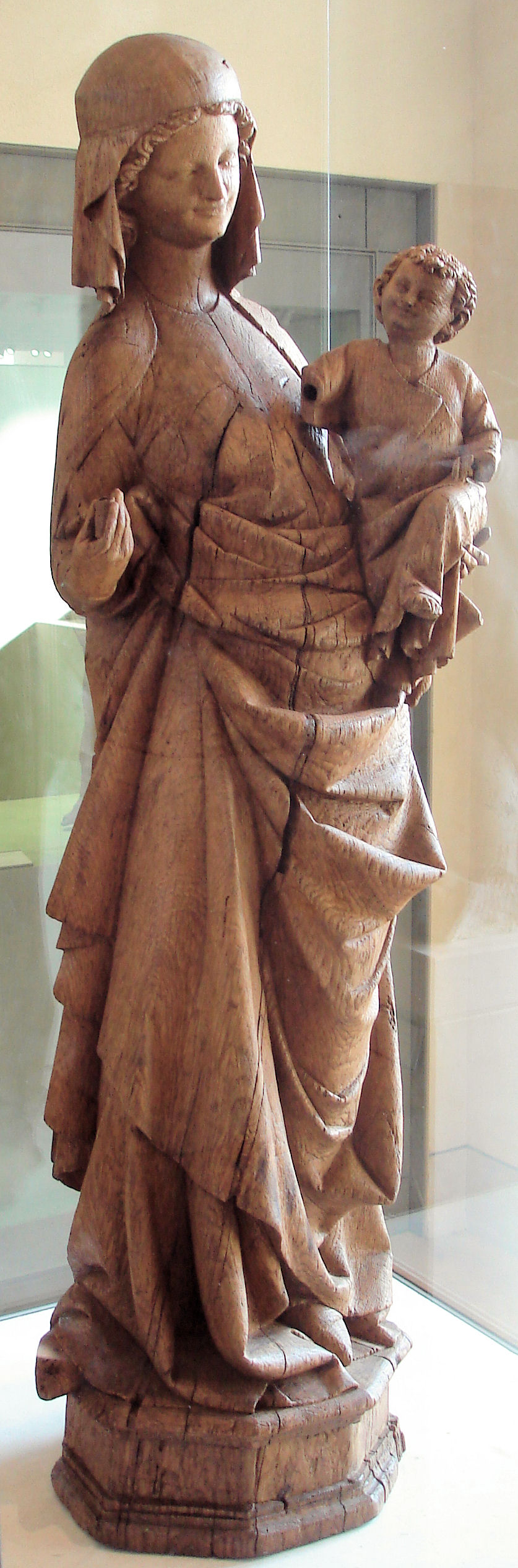
La Vierge à l'Enfant dite Vierge d'Abbeville, vers 1270, proviendrait du couvent des Ursulines d'Abbeville.
Paris, Musée du Louvre (1907).

#### Moyen Âge classique
Dès le XIIe siècle, l'abbé ouvrit aux lépreux un hospice, la maladrerie des Frères du Val, déplacée à Grand-Laviers au siècle suivant, devant l'extension urbaine. Désormais accessible aux bateaux, Abbeville devint un port de la Manche sous la dépendance des abbés de Saint-Riquier. Par la suite, l'ensablement de la baie de Somme a repoussé la mer (12 km), mais la ville continua d'être un port de commerce. Abbeville devint alors la capitale du Ponthieu et s'étendit rapidement sur les deux rives de la Somme, à droite sur la pente des coteaux et à gauche dans les marais[réf. nécessaire].
En 1095, Guy Ier comte de Ponthieu fonde l'abbaye Saint-Pierre d'Abbeville et le 24 mai 1098, il y adoube chevalier Louis le Gros. À l'occasion de la première croisade (1096-1099), Abbeville fut le point de rencontre des nombreuses troupes venues des provinces du Nord. Godefroy de Bouillon les passa en revue sur l'emplacement actuel de l'église du Saint-Sépulcre.
Avec le développement rapide du commerce du sel (depuis Rue), de la guède (waide en picard) et de l'industrie du drap de laine, les bourgeois augmentent en nombre et en importance politique : ils demandent une charte accordée dans le courant du XIIe siècle et qui fut confirmée en 1184 par le comte Jean Ier de Ponthieu qui mourut en Palestine. Pour commémorer l'événement, ils édifient un beffroi en 1209. Jeanne de Dammartin, comtesse de Ponthieu (1220-1278), permet aux religieux de convertir une partie supplémentaire des forêts en terres labourables, permettant le développement de l'économie locale. En 1214, la milice d'Abbeville prend part à la bataille de Bouvines.
Au milieu du XIIIe siècle, Abbeville était « une des bonnes villes des rois de France ». Son port était un des premiers du royaume et son commerce considérable. 
En 1259, les États généraux du royaume se tinrent à Abbeville et Henri III d'Angleterre y rencontra Louis IX de France pour y signer le traité de Paris qui réglait la question des conquêtes de Philippe Auguste. En 1272, le Ponthieu avec Abbeville, passe par mariage aux rois d'Angleterre, mais Philippe III le Hardi reprend la ville, prétextant qu'Édouard II d'Angleterre n'avait pas rempli son devoir de vassal. Édouard II s'étant conformé à la loi féodale, Abbeville retombe sous domination anglaise. Toutefois de nombreuses contestations s'élèvent entre les bourgeois et leurs nouveaux maîtres.

#### Bas Moyen Âge
Pendant toute la guerre de Cent Ans, la ville eut pour maîtres tantôt les Anglais, tantôt les Français causant aux habitants de la ville des souffrances considérables. Ils furent éprouvés par les impôts excessifs et de terribles épidémies. Au cours de ces décennies, la région est dévastée par les pillages, les épidémies et les loups. La ville fait ainsi appel au roi de France par deux fois, en 1406 puis en 1415.
Touchée de près par l'expédition anglaise de 1346, Abbeville résiste aux armées anglaises, et sert de port d'attache à Jean Marant ravitaillant les Calaisiens assiégés par les Anglais.
En 1360, elle est cédée, avec le comté de Ponthieu dont elle est la capitale, à la couronne d'Angleterre par le traité de Brétigny. Cette même année, Jean II le Bon revenant de captivité y séjourne.

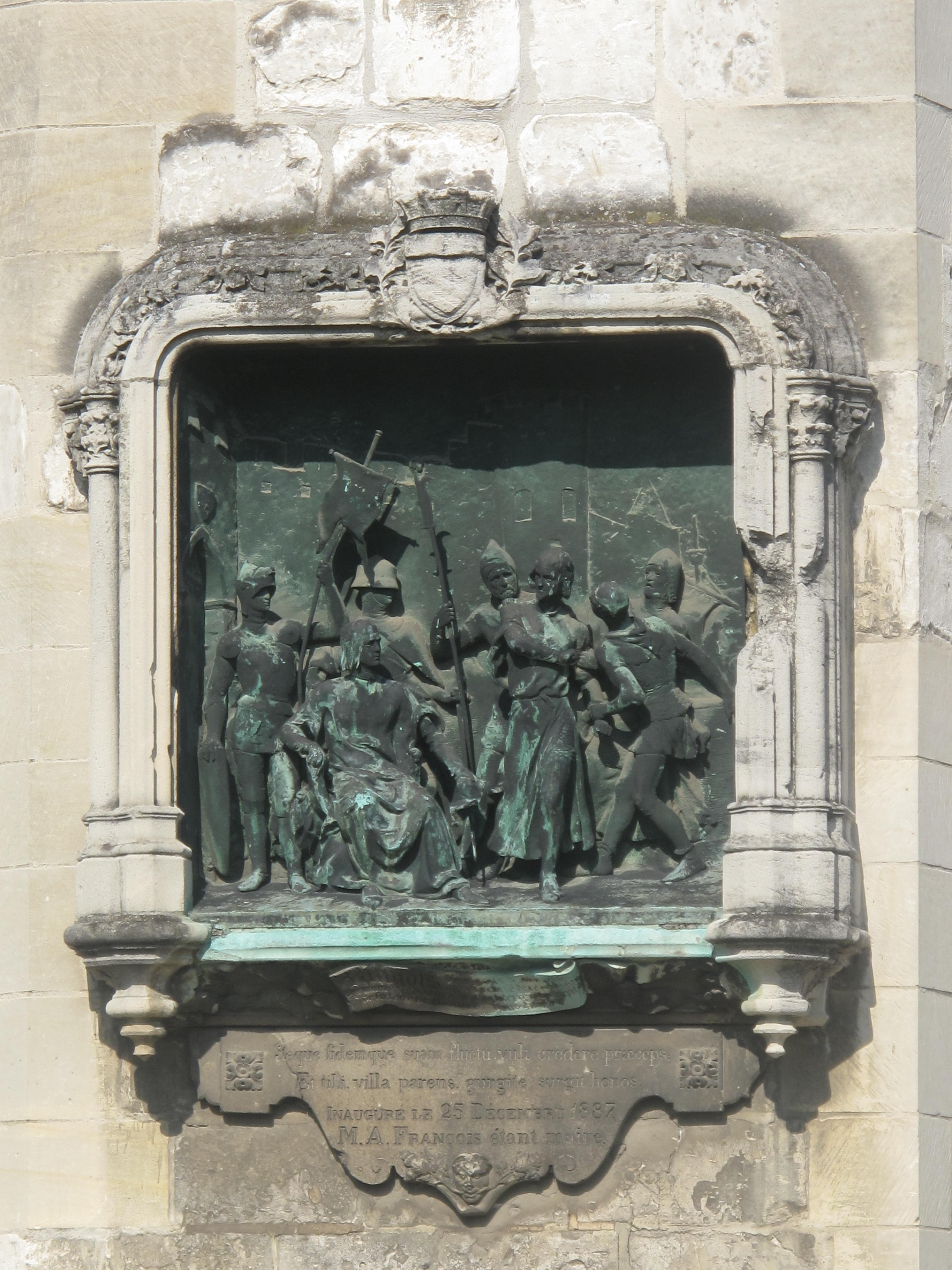
Beffroi d'Abbeville, bas-relief en bronze d'Emmanuel Fontaine à la mémoire de Ringois (inauguré en 1887).

En 1361, Abbeville, redevenue anglaise, accueille mal ses nouveaux maîtres. Ringois, bourgeois de la ville, refusant de prêter le serment d'obéissance à Édouard III d'Angleterre, fut emmené sur le sol anglais et précipité du haut de la tour du château de Douvres dans la mer en 1368. Durant cette période, une révolte de Jacques fut défaite par la milice abbevilloise aux abords de Saint-Riquier.
Les soldats de Charles V s'emparèrent par surprise de la ville, mais les Anglais la reprirent peu après et elle resta en leur possession jusqu'en 1385.
Comme les autres villes picardes, elle passe ensuite sous domination bourguignonne au terme de la bataille de Mons-en-Vimeu en 1421.
En 1430, Henri VI d'Angleterre est reçu à Abbeville.
En 1435, la ville est cédée à Philippe le Bon par le traité d'Arras.
Louis XI rachète Abbeville au duc de Bourgogne en 1463 et visite la ville le 27 septembre de la même année. En décembre, par ses lettres patentes, il confirme les privilèges de la ville, attachés par ses prédécesseurs, mais en 1465, Charles le Téméraire revient sur cette cession en prenant la tête de la ligue du Bien public.
En 1466, la municipalité édicte des règlements de sécurité recommandant de réduire ou de ne plus utiliser les matériaux inflammables (comme murs en pan de bois ou toits de chaume) dans la construction, afin de limiter le risque d'incendie. Mais elle se heurta à l'hostilité générale, et les règlements sont finalement peu appliqués.
Louis XI échoue devant Abbeville en 1471, mais recouvre toute la Picardie à la mort du duc de Bourgogne en 1477.
En 1480, puis 1483, une épidémie de peste ravage Abbeville.

### Temps modernes
En 1493, Charles VIII visite la ville.
Le 3 octobre 1514, Louis XII épouse à Abbeville Marie, fille d'Henri VII d'Angleterre. 
Le 23 juin 1517, François Ier vient à Abbeville avec la reine et y rencontre le cardinal Wolsey, représentant le roi d'Angleterre dans le but de former une ligue contre Charles Quint. Les Anglais se rangent finalement aux côtés de Charles Quint en 1523 lors des guerres de François Ier et la ville a beaucoup souffert des fréquentes réquisitions. Cette même année, une épidémie de peste ravage Abbeville.
En 1531, François Ier effectue une nouvelle visite dans la ville.
Le coup le plus sérieux porté à Abbeville est la série de raids anglais menés par le duc de Suffolk sur les côtes de l'estuaire en 1544, après la chute de Boulogne-sur-Mer et Montreuil. Le roi Henri II y est reçu en 1550.
Durant les guerres de Religion, le gouverneur qui était protestant fut massacré avec sa famille par le peuple. En 1568, François Cocqueville, un chef de guerre protestant, pénètre dans le Ponthieu avec 3 000 soldats. Il pille et saccage l'abbaye de Dommartin, les villes, les églises et châteaux de la région d'Authie et de Saint-Valery-sur-Somme. Pourchassé par le maréchal de Brissac, Cocqueville est capturé avec plusieurs des siens et ils sont décapités sur la place du marché d'Abbeville.
La Saint-Barthélemy n'y fit aucune victime grâce à la modération de Léonor d'Orléans, duc de Longueville et gouverneur de la Picardie. Toutefois, la ville qui avait embrassé le parti de la Ligue souffrit beaucoup des guerres de Religion et elle ne fut soulagée que lorsqu'elle eut reconnu, en avril 1594, Henri IV, malgré le clergé qui persistait dans sa résistance.
En 1582, une nouvelle épidémie de peste sévit à Abbeville.
Le 18 décembre 1594, le roi de France Henri IV visite Abbeville. Au début du XVIIe siècle, une épidémie de peste a fait des ravages. Plus de 8 000 personnes périrent, dépeuplant ainsi Abbeville.
Le 21 décembre 1620, le roi Louis XIII visite la ville. Sa sœur Henriette-Marie y vient plusieurs fois.
En 1635 et 1636, la ville souffrit de la guerre contre l'Empire et l'Espagne. Ceux-ci détruisirent de nombreux villages situés aux environs. Richelieu séjourna dans la ville en octobre. Une épidémie de peste sévit de nouveau durant les années 1635, 1636 et 1637.
En 1656, 6 000 soldats, qui avaient participé à la révolution d'Angleterre débarquent en France et prennent leurs quartiers à Abbeville qu'ils quitteront pour aller renforcer l'armée de Turenne en route pour Valenciennes. Peu de temps après, Balthazard Fargues vendit la place à Don Juan d'Autriche et après avoir touché le prix, il refusa de la lui livrer, leva des troupes pour son compte et se répandit dans le Ponthieu pour rançonner les habitants. Finalement arrêté, il fut jugé et pendu sur la place Saint-Pierre le 17 mars 1665. En 1657, Louis XIV vient deux fois à Abbeville avec sa mère, Anne d'Autriche.

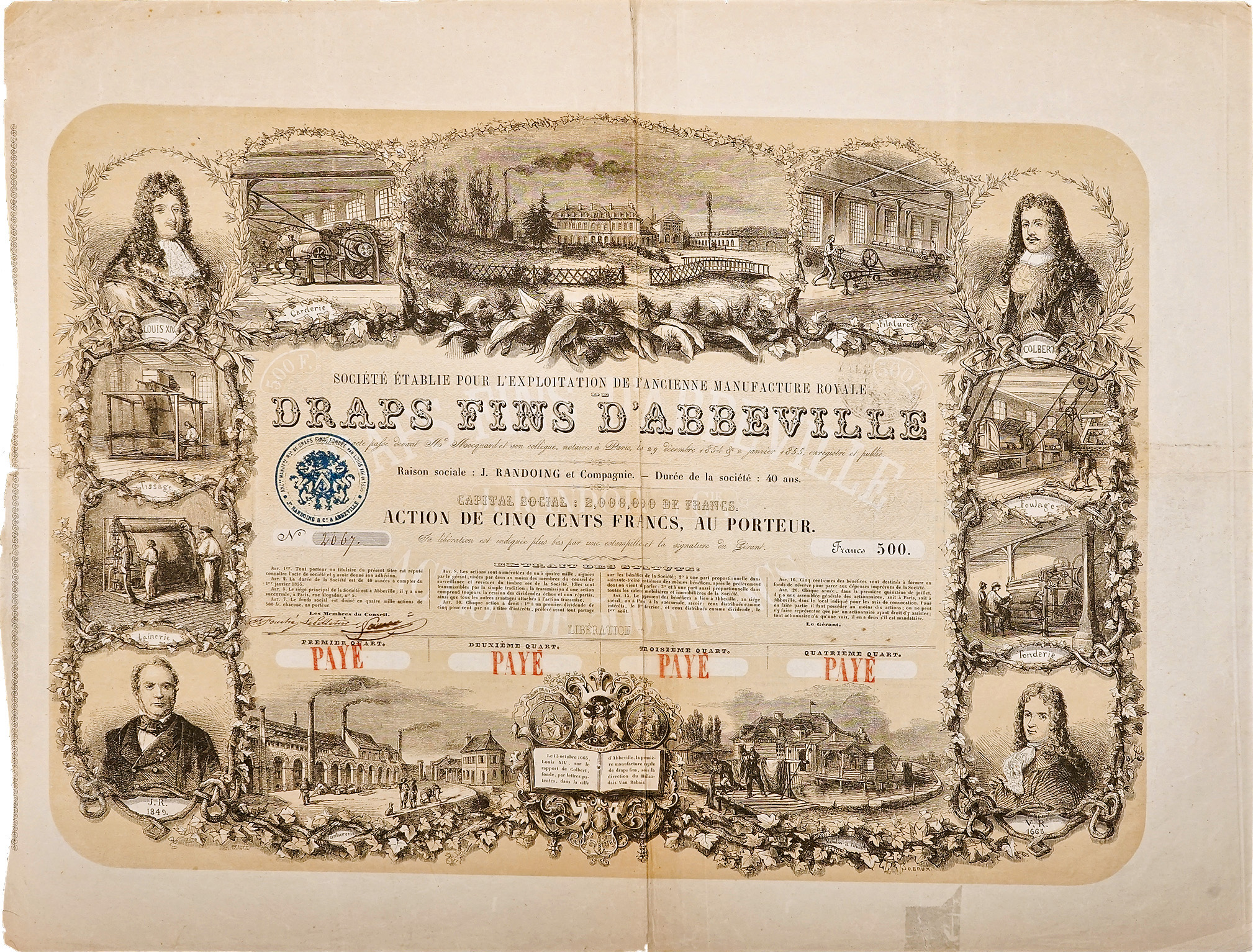
Action de fondation de la Manufacture royale de draps d'Abbeville datant de 1855. Considérée comme l'une des toutes premières usines textiles du monde, la manufacture a été reprise en 1849 par l'homme politique Jean-Baptiste Randoing, qui l'a transformée en société anonyme.

Vers le milieu du XVIe siècle, le commerce de la waide recule devant la promotion du pastel des pays du Midi, et il fallut restructurer l'artisanat. Colbert s'y emploie, et sous Louis XIV, la ville se développe grâce à l'installation des Van Robais, fabricants de draps et de tapisseries venus des Pays-Bas, qui créent en 1665 la Manufacture royale des Rames (ateliers de draperie).
En 1685, à la révocation de l'édit de Nantes, le temple des protestants est détruit et les ouvriers de Van Robais, persécutés, émigrent ; la population décroit alors fortement.
En 1693, le Ponthieu devient le refuge d'un nombre considérable de Bretons et de Normands qui avaient quitté leur pays à cause de la famine, mais ils périrent presque tous de misère. 
À la fin du règne de Louis XIV, le pays était couvert de troupes ; la ville, encombrée de malades et de blessés. En 1708, après la prise de Lille, les troupes du duc de Marlborough et d'Eugène de Savoie s'avancèrent fréquemment aux portes d'Abbeville, rançonnant les fermes et les villages. L'hiver 1709 est terrible ; le peuple périt de froid, de faim et de misère. À cette époque, l'industrie est complètement tombée et l'État doit secourir les fabricants de draps.
En 1717, Pierre le Grand passe à Abbeville.

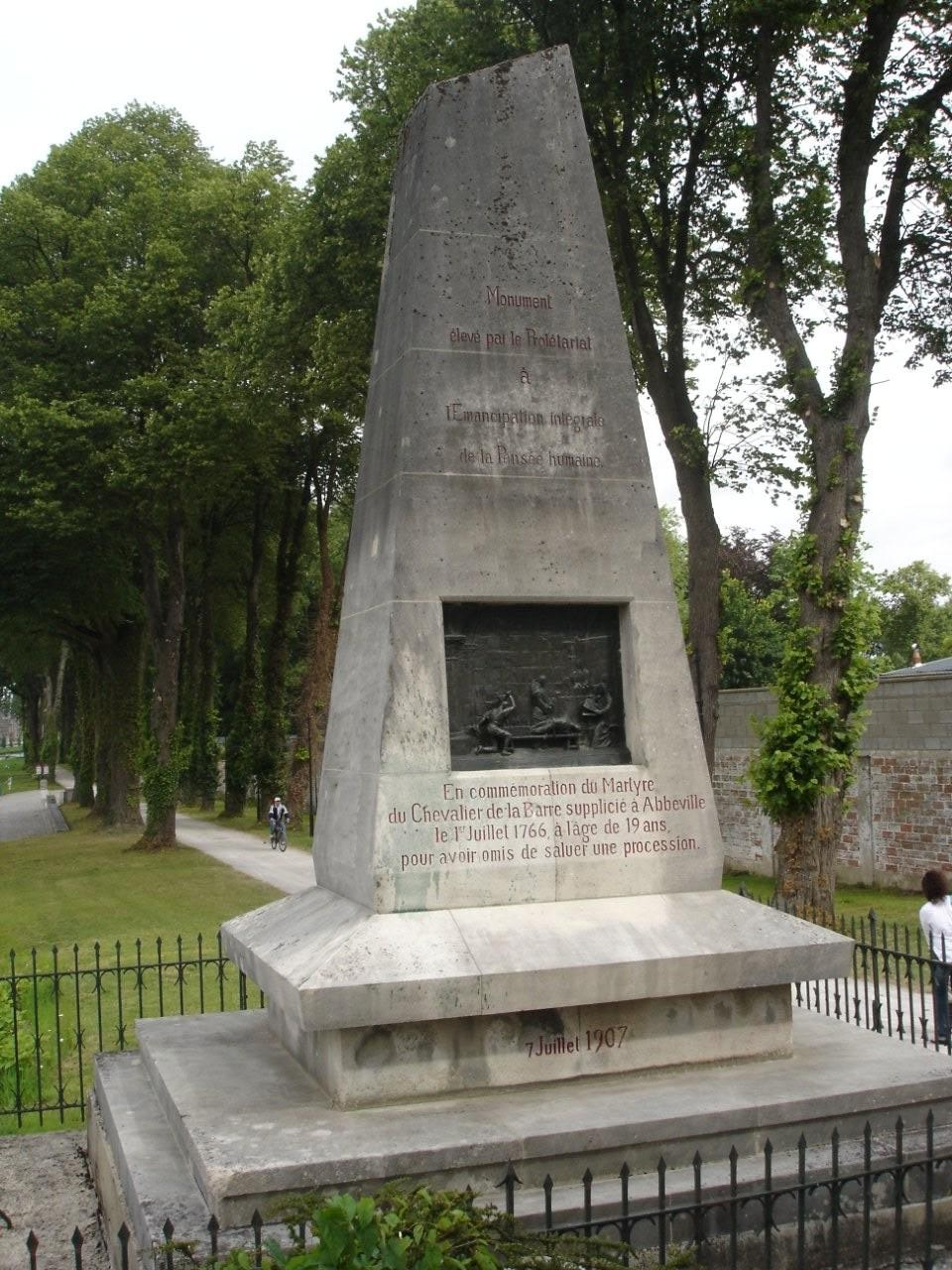
Le monument La Barre.

En juillet 1766, le Chevalier de La Barre, accusé d'avoir, un an plus tôt, manqué au respect dû à une procession religieuse en refusant d'ôter son chapeau et d'avoir chanté des chansons impies, fut exécuté sur la place du Grand-Marché pour blasphème. Soumis à la question, il eut les jambes broyées. Son corps décapité fut finalement livré aux flammes, avec le Dictionnaire philosophique de Voltaire, sur ce même lieu. Aujourd'hui, un pavé, gravé de son nom et de la date de son exécution, est visible sur la place de l'exécution (place Max-Lejeune), près de l'hôtel de ville. Le martyre du a servi à Voltaire de bannière dans son combat contre le fanatisme religieux.
Le 2 novembre 1773, la poudrière explosa tuant 150 personnes et endommageant près de 1 000 maisons. Sur le plan administratif, l'Abbevillois formait une subdélégation dont les ressorts se confondaient avec ceux de la délégation du même nom (située dans la généralité d'Amiens). À la veille de la Révolution, Abbeville fut le chef-lieu d'un bailliage électoral principal (sans bailliage secondaire).

### Révolution française et Empire
En 1793, on brûla sur la place Saint-Pierre des meubles d'églises, des images et des titres féodaux. L'église Saint-Vulfran devint le temple de la Raison. Le 8 juin 1794, on y célébra une fête en l'honneur de l'Être suprême. Abbeville souffrit de la disette en 1794 et 1795. Le 5 janvier 1795, l'hôtel de la Grutuze construit sous Charles VII, où siégeaient les administrateurs du district, est détruit par un incendie.
En 1797, création de la Société d'émulation d'Abbeville, une des plus anciennes sociétés savantes de France.
En 1798 et 1799, l'hiver est rigoureux et une partie de la ville est inondée. Le 18 brumaire an X, il y eut un terrible ouragan qui causa pour plus de 1 300 000 francs de dégâts dans l'arrondissement.
Le 29 prairial an XI, Bonaparte passe pour la première fois dans la ville. Pendant les préparatifs de l'expédition qu'il projetait contre l'Angleterre, le Premier Consul passa souvent à Abbeville en allant au camp de Boulogne.
En 1813, dans le cadre de la réorganisation de la cavalerie qui avait été décimée en Russie, l'arrondissement offrit au gouvernement 43 hommes montés et équipés. Début 1814 l'invasion devenant chaque jour plus imminente, la garde nationale urbaine fut réorganisée dans l'ensemble de l'Empire. Sur les remparts, 30 pièces d'artillerie furent placées, et pour compléter le système de défense de la place on abattit les arbres des environs pour confectionner 30 000 palissades et 14 000 blindages. Le 20 février, on apprend qu'une colonne de cavalerie formant l'avant-garde du 3e corps de l'armée prussienne, commandée par le baron de Geismar arrive à Doullens, devant se diriger sur Abbeville. Aussitôt, les Abbevillois courent aux armes. 800 fusils sont mis à disposition et une vigoureuse résistance commence à se mettre en place lorsque la population apprend que cette prétendue avant-garde de l'armée prussienne comptait au plus dans ses rangs 1 500 à 2 000 hommes, tant Cosaques que lanciers saxons, qui se dirigèrent finalement en direction de Paris. Début avril, après la bataille de Paris et l'abdication de Napoléon, 2 000 lanciers et cuirassiers prussiens commandés par le général Röder arrivèrent de Paris et dans les campagnes voisines et y commirent toutes sortes d'excès durant leur séjour.

#### Organisation religieuse
En 1789, Abbeville comptait 16 paroisses, dont 13 intra-muros : Saint-André, Sainte-Catherine, Saint-Eloi, Saint-Georges, Saint-Gilles, Saint-Jacques, Saint-Jean-des-Prés, Notre-Dame-du-Chastel, Saint-Nicolas-en-Saint-Vulfran, Saint-Paul, Saint-Sépulcre, Saint-Vulfran-de-la-Chaussée, et 3 extra-muros : Saint-Jean-de-Rouvroy, Saint-Michel d'Epagnette et Saint-Sylvain de Mautort. Ces paroisses étaient de taille très diverse : la paroisse Saint-Nicolas-en-Saint-Vulfran ne couvrait que les alentours de la collégiale, tandis que celle de Saint-Georges s'étendait sur l'ensemble du centre-ville, à l'exception des petites enclaves de Saint-André et de Saint-Nicolas.
Selon Micheline Agache-Lecat, l'administration de département confia en 1789 le soin au Directoire du district et au Conseil municipal d'Abbeville de lutter contre cette complexité administrative en rationalisant la grille paroissiale. La municipalité nomma une commission chargée d'un premier examen de la question. Au terme de son travail, elle proposa de ne conserver que 5 paroisses intra-muros, Saint-Gilles, Saint-Sépulcre, Saint-Georges, Saint-Vulfran et Saint-Jacques, et 3 paroisses succursales pour les faubourgs de Rouvroy, la Chapelle et Marcadé. Le Directoire du district portait un projet de réorganisation différent : il réduisait le nombre des paroisses intra-muros à 4, proposant de ne conserver que les paroisses de Saint-Vulfran, Saint-Jacques, Saint-Sépulcre et Saint-Gilles, tandis que la paroisse de Rouvroy était mise à disposition des habitants du faubourg et des villages de Sur-Somme et de Mesnil Trois-Fétus. 
Le Directoire du département privilégia le projet porté par le Directoire du district. Réunit en séance extraordinaire le 14 mai 1791, il vota la suppression des anciennes paroisses du district d'Abbeville, non sans protestation de la part des curés concernés. Le 15 juin 1791, les églises dont les paroisses avaient été supprimées furent fermées et mises sous scellées. 
Pour mesurer la pratique religieuse des Abbevillois durant les XIXe et XXe siècles, Yves-Marie Hilaire s'est appuyé sur plusieurs sources, notamment les écrits des évêques d'Amiens : carnets (1838-1844) de Jean-Marie Mioland et notes de visite (1859-1865) de Jacques-Antoine-Claude-Marie Boudinet. Une enquête du chanoine Fernand Boulard de 1959 permet de mesurer cette religiosité à une époque plus récente.
Dans ses carnets, l'évêque d'Amiens Jean-Marie Mioland relève les problèmes rencontrés lors des visites pastorales qu'il a menées entre 1838 et 1839, et en particulier, le nombre de mariages uniquement civils dans chaque arrondissement : ainsi, le canton d'Abbeville-Nord et le canton d'Abbeville-Sud en comptent respectivement 16 et 11. En comparaison, le canton de Crécy en dénombre 37, et celui de Rue, 28. 

### Époque contemporaine

#### Restauration
Le 27 avril 1814, Louis XVIII entre dans la ville et y est reçu avec de grandes démonstrations de joie. Il logea au prieuré Saint-Pierre. Durant la première Restauration, de nombreux personnages de marque et environ 10 000 hommes de troupes anglaises passèrent par Abbeville, pour retourner dans leur pays. Le duc de Berry, accompagné du 10e régiment de cuirassiers et du 108e régiment d'infanterie de ligne, y séjourna.
Le 21 mars 1815, le roi Louis XVIII, sur le chemin de l'exil, passe la nuit dans la ville. Après la bataille de Waterloo, la ville fut de nouveau mise en défense. Toutefois à la suite de nombreuses désertions la garnison se trouva réduite à 400 hommes.

#### Monarchie de Juillet, Seconde République, Second Empire
Victor Hugo visite trois fois Abbeville, en touriste, en 1835, à partir du 26 juillet (après être descendu à L'Écu de Brabant), puis les 4 et 5 août (en étant hébergé à L'Hôtel d'Angleterre),  en août et septembre 1837, arrivé d'Amiens après avoir descendu la Somme en bateau à vapeur et en 1849, quittant la ville sous la pluie le 11 septembre.
Le chemin de fer dessert Abbeville en 1847, avec l'ouverture par la compagnie du chemin de fer d'Amiens à Boulogne de la gare provisoire d'Abbeville, située à 800 mètres de la porte de Rouen, sur la section Amiens - Abbeville de la ligne de Longueau à Boulogne-Ville, facilitant les déplacements des personnes et le transport des marchandises. Le bâtiment actuel de la gare date de 1856.

Décidée par décret du 25 mai 1848, l'enquête nationale sur le travail agricole et industriel menée en 1848 permet de mesurer l'état de l'éducation religieuse et la situation sociale et économique dans l'arrondissement d'Abbeville. L'enquête met en lumière les progrès de l'instruction et de l'éducation, tout en soulignant les retards provoqués par le travail des enfants et l'alcoolisme : 

« Les enfants des ouvriers vont à l'église et suivent l'instruction religieuse jusqu'à 12-13 ans, âge de la première communion. Ceux qui travaillent dans les fabriques laissent plus à désirer. Le travailleur d'Abbeville est religieux sans être dévot : il est bon, humain, soumis aux lois et à l'autorité, plein de droiture et de loyauté. On peut lui reprocher un peu de vivacité et d'entêtement. Mais il se rend aux bons procédés et à la raison. Les actes de dévouement lui sont familiers. Le reste des habitants a le même caractère. En somme, c'est une population estimable. La consommation alcoolique est effrayante dans le pays. »

#### Fin duXIXesiècleet Belle Époque
Le monument à l'amiral Courbet est inauguré 17 août 1890.
La bande à Ortiz y effectue un cambriolage le 13 août 1892.
En 1892 est mise en service la ligne de chemin de fer secondaire du réseau des Chemins de fer départementaux de la Somme entre la gare d'Abbeville et Dompierre, par Abbeville-Porte-Saint-Gilles et Abbeville-Porte-du-Bois, desservant le Ponthieu par Drucat, Plessiel-Drucat, Canchy - Neuilly, Lamotte-Buleux,  Forest-l'Abbaye (où elle donnait correspondance à la ligne venant de Noyelles-sur-Mer et du réseau des Bains de Mer, la forêt de Crécy (une entreprise d'expédition de bois et une usine de phosphates),  Crécy - Estrées (desserte d'une sucrerie) et Wadicourt (deux centres de collecte de betteraves). 
Le socialiste Jules Guesde fait une conférence à Abbeville en 1896, entraînant la création dans la foulée d'un groupe du Parti ouvrier français et la création d'une Maison du Peuple.
En 1899, l'industrie abbevilloise comptait : une filature, une fabrique de linge de table, des corderies, une fabrique de poids et balances, trois fonderies, une chaudronnerie, une serrurerie pour le bâtiment, une râperie, une distillerie, etc. Le téléphone les dessert, mais ne donne pas toute satisfaction.
Le monument La Barre est inauguré le 7 juillet 1907, rassemblant de nombreux républicains et des délégués de la Libre-pensée et des groupes socialistes.

Abbeville au tout début du XXe siècle
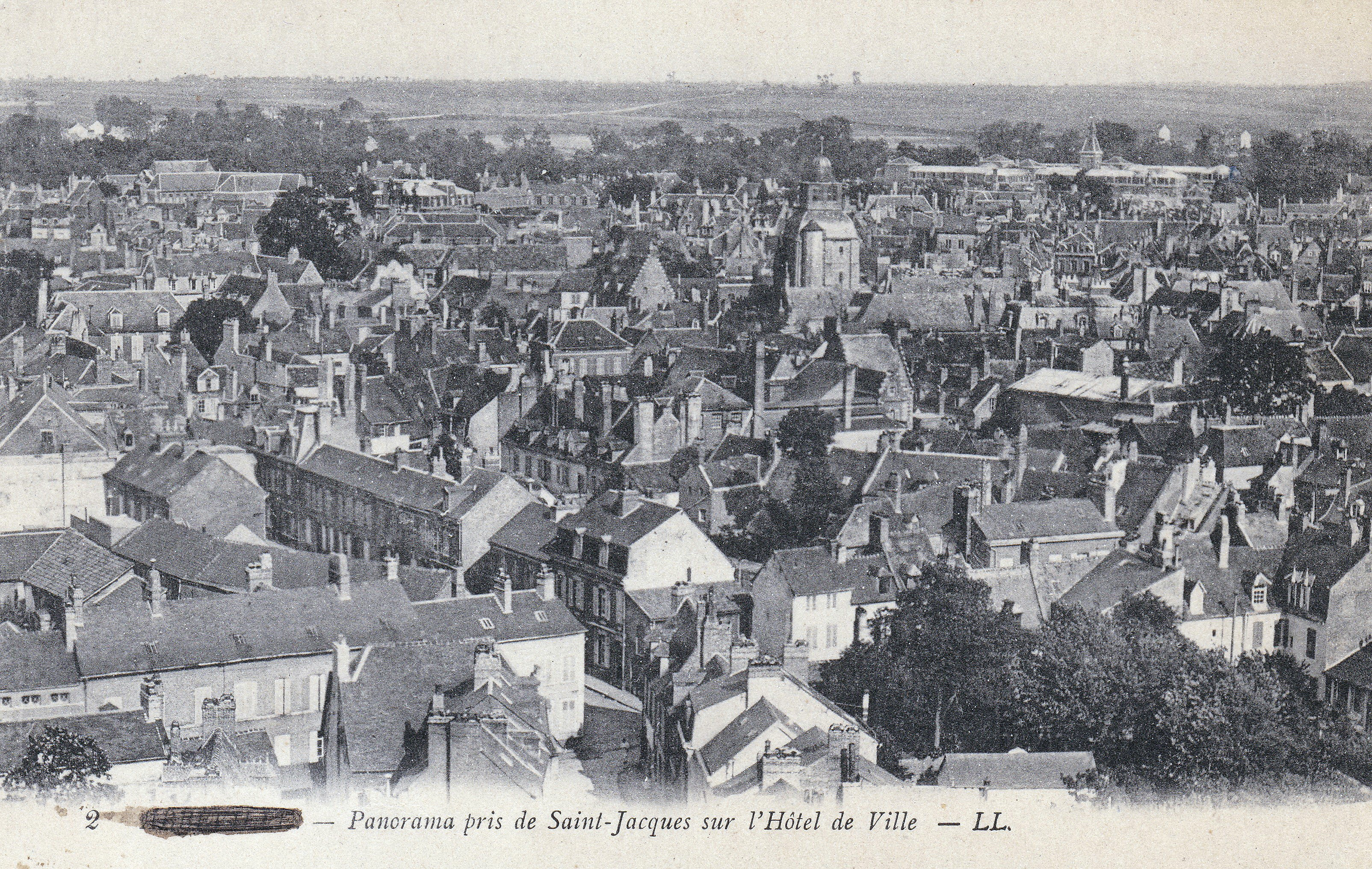
Panorama vers l'Hôtel-de-Ville depuis l'église Saint-Jacques.
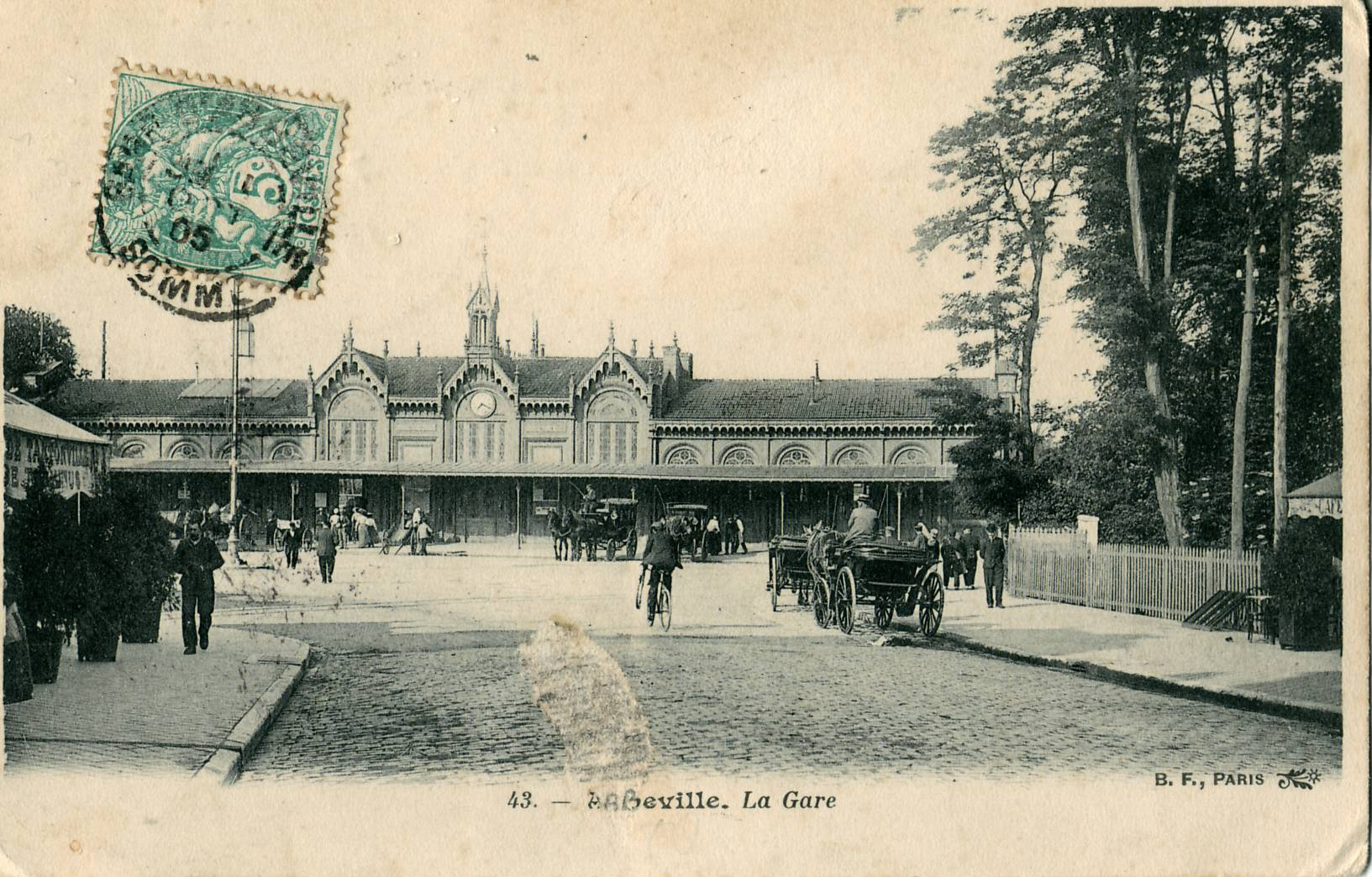
La gare
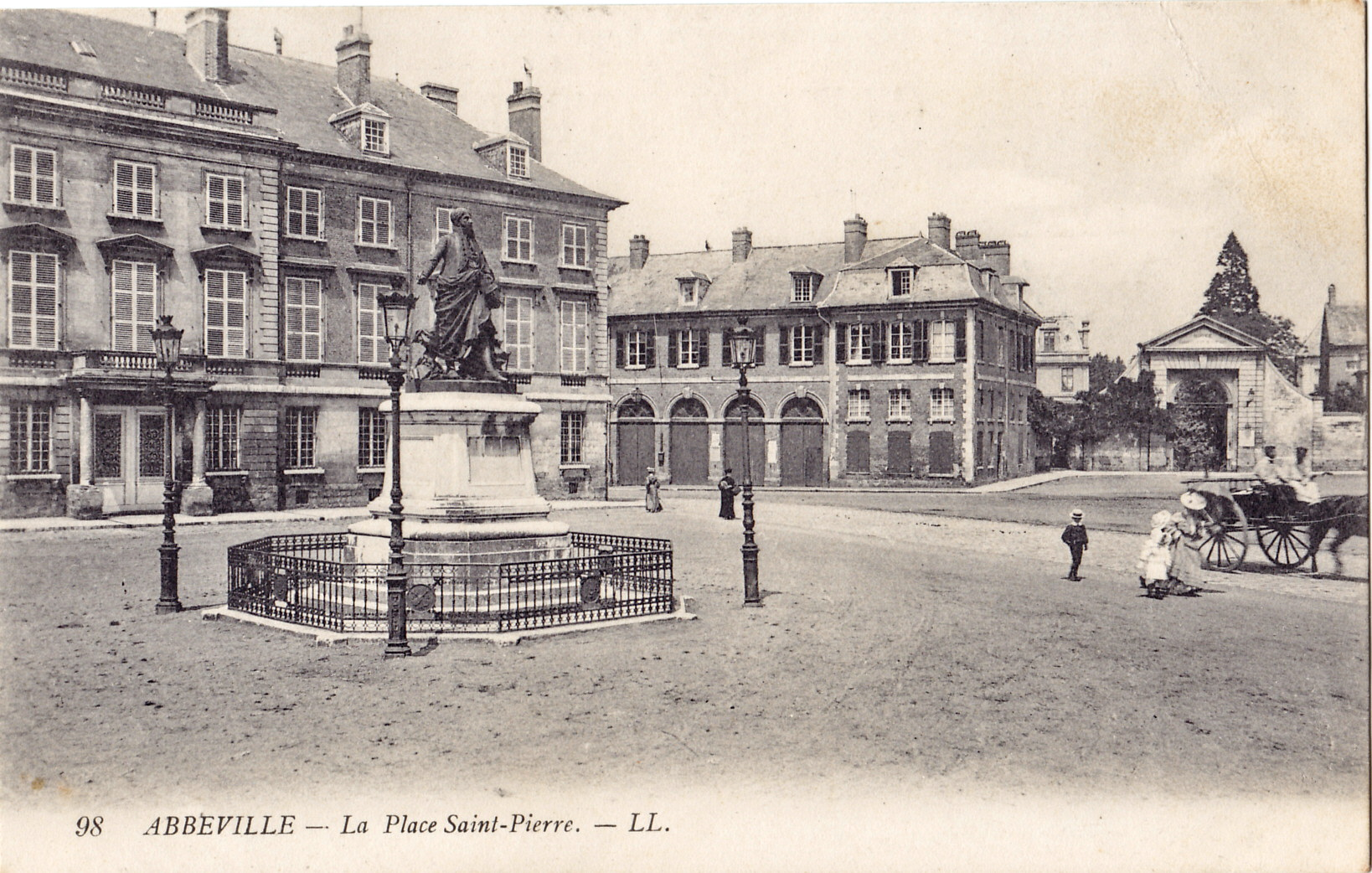
La place Saint-Pierre.
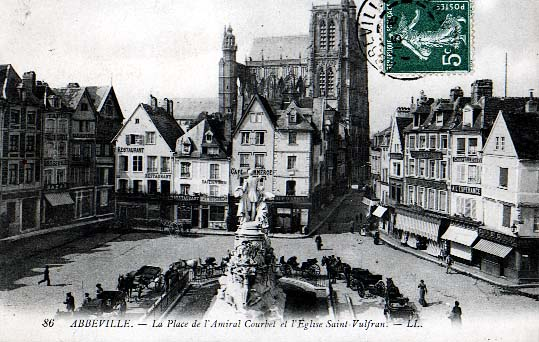
La place de l'Amiral Courbet.
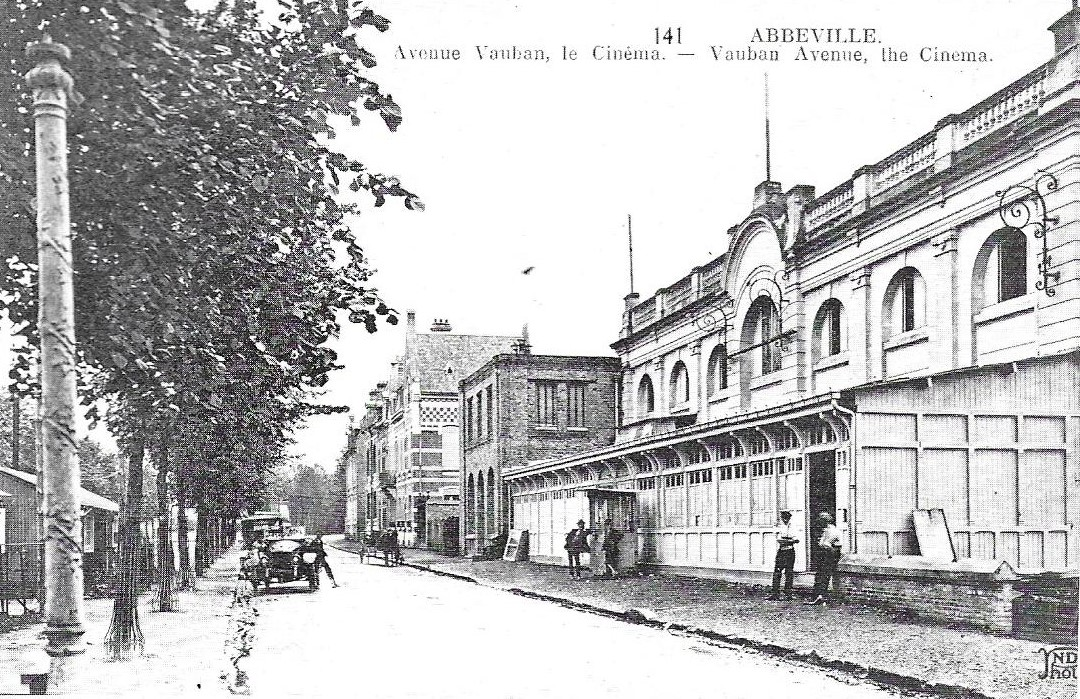
Le boulevard Vauban.
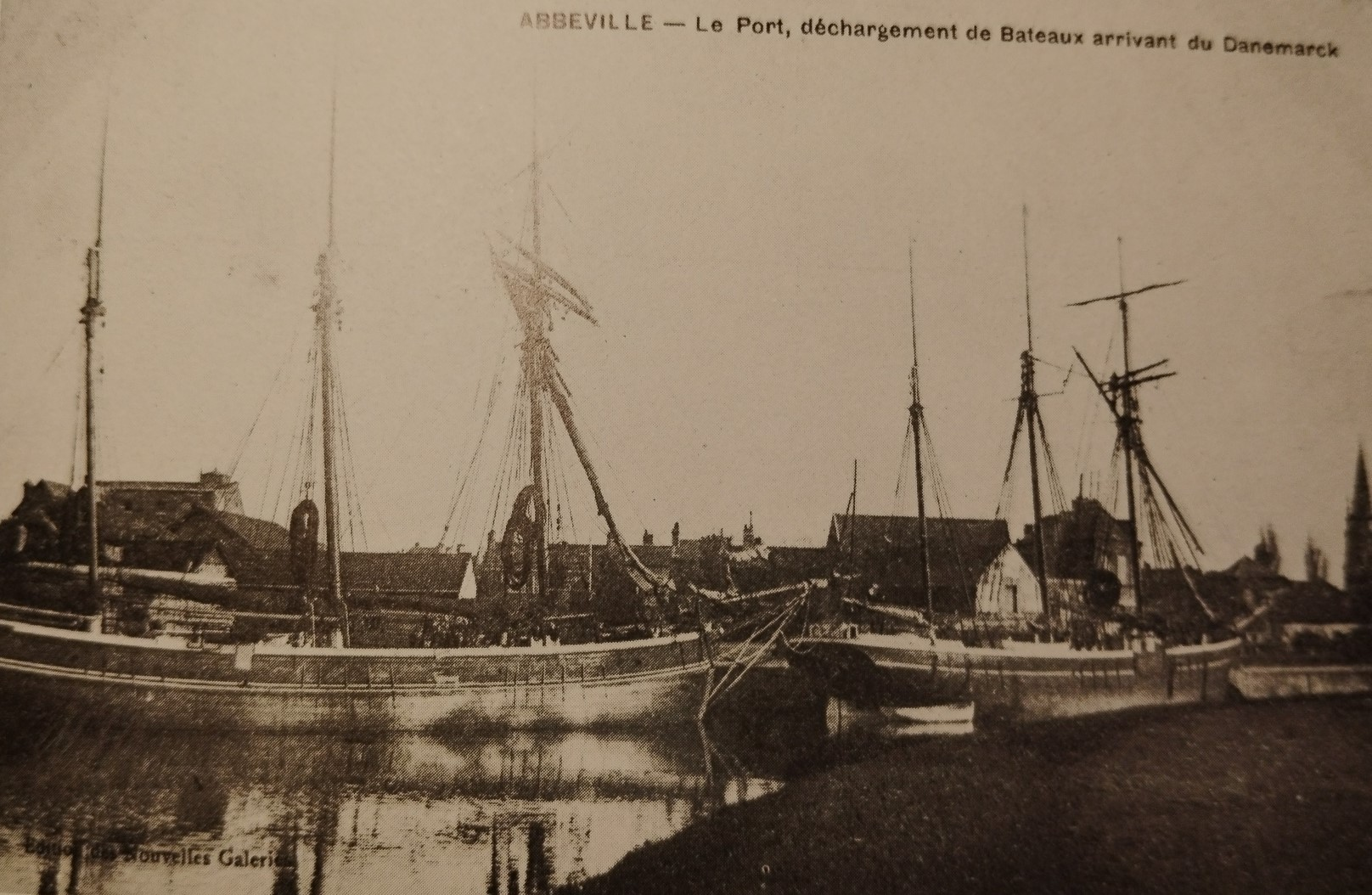
Le port.
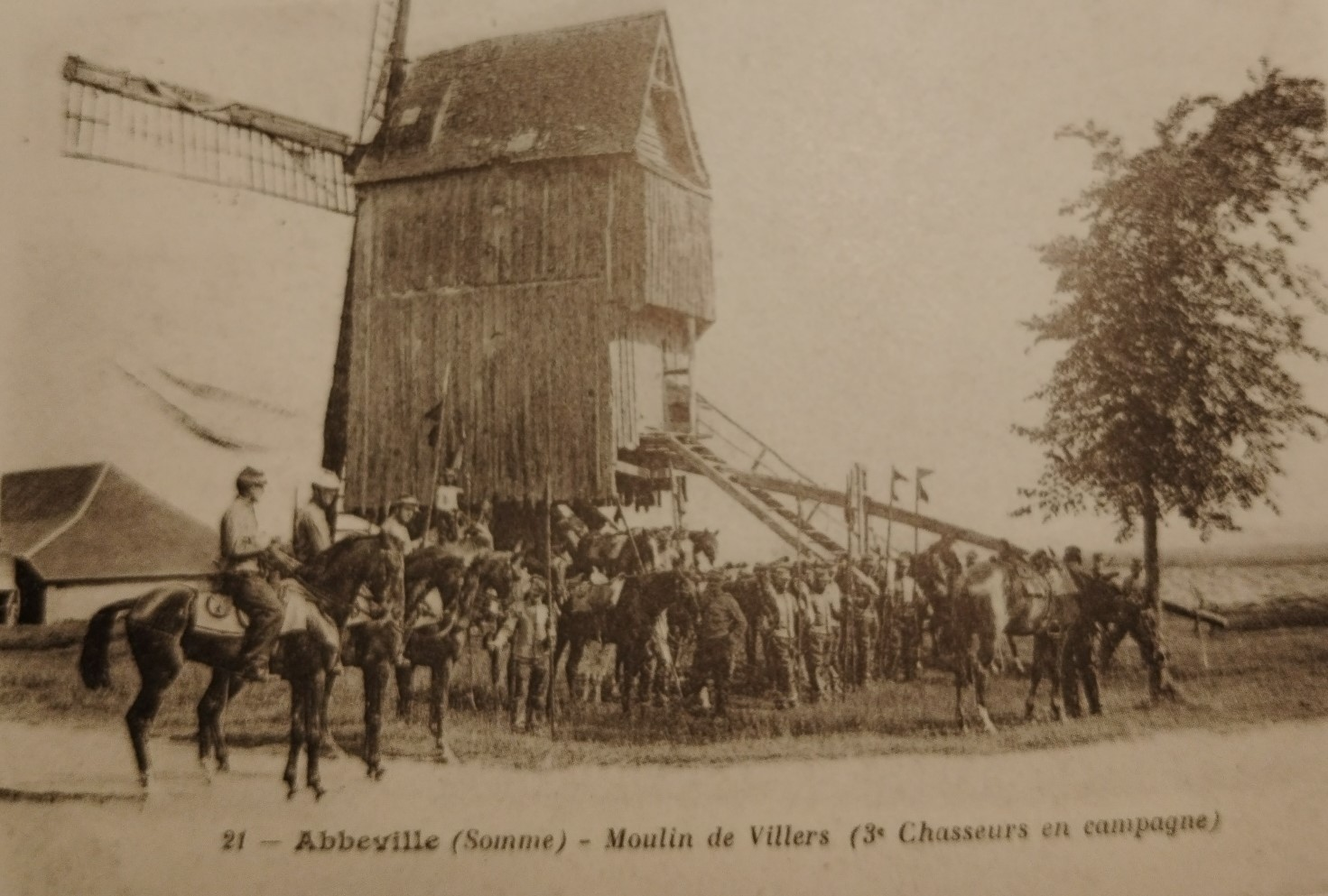
Le moulin de Villers et le 3e Chasseurs
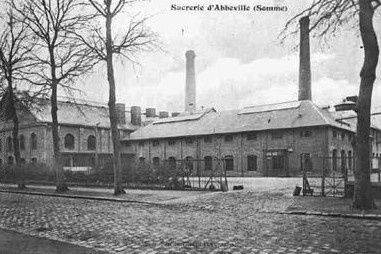
L'ancienne sucrerie.

#### La Première Guerre mondiale et les conférences d'Abbeville
Lors de la Première Guerre mondiale, la ville n'a pas été occupée par les troupes allemandes (comme l'atteste le monument édifié sur le mont de Caubert).
En 1916, lors de la bataille de la Somme, elle accuelle un hôpital militaire (le 3rd Australian General Hospital). Comme Amiens et Beauvais, la commune fut partiellement détruite et les séquelles de guerre sont nombreuses aux environs, notamment en raison des munitions non explosées que l'on retrouve encore dans le sol.
En 1918, la ville est le siège de deux conférences franco-britanniques (conférences d'Abbeville) : celle du 25 mars, entre le maréchal Haig et les généraux Wilson et Foch, prépare la conférence de Doullens. Au cours de la seconde, le 2 mai, Foch réclame l'autorité sur le front italien mais n'obtient qu'un pouvoir de coordination. C'est à la conférence d'Abbeville (1er et 2 mai 1918) alors que les armées s'affaiblissent que Foch face à Clemenceau et Lloyd George aurait envisagé un repli vers le sud pour protéger la capitale, s'il advenait que les armées françaises et anglaises soient séparées et qu'elles ne puissent plus défendre à la fois l'accès aux ports de la Manche et à Paris, l'armée anglaise devait alors se replier et résister sur la Somme. Ce qui a été évité grâce à l'aide américaine.

#### Entre-deux-guerres
Le 3 mai 1936, les électeurs de la 1re circonscription d'Abbeville ne dérogèrent pas au large mouvement populaire. Au 2e tour, ils choisissent pour député Max Lejeune qui, à 27 ans, est alors le plus jeune élu de la Chambre.

#### Seconde Guerre mondiale
Lors de la Seconde Guerre mondiale, la ville est à nouveau en grande partie détruite par les bombardements allemands et britanniques, rasant les anciennes maisons à pans de bois et encorbellements.
Le 12 septembre 1939, peu après l'invasion Nazie de la Pologne, est organisée à Abbeville une conférence entre France et Royaume-Uni. Elles décident qu'il était trop tard pour envoyer des troupes pour aider la Pologne dans sa lutte contre l'Allemagne.
Le 20 mai 1940 a lieu le massacre d'Abbeville. La ville est prise par les Allemands de la 2e Panzerdivision du Generalmajor Rudolf Veiel ce même jour, ce qui explique l'exécution du leader fasciste flamand Joris Van Severen (même date) par des soldats français rendus furieux.

En 1940, Abbeville fut le théâtre d'une contre-attaque vigoureuse des blindés français (commandés par le colonel de Gaulle) et britanniques. Les Allemands durent reculer de cinq kilomètres.
Les Allemands utilisent l'Aérodrome d'Abbeville comme installation militaire, entraînant des bombardements et mitraillages alliés. Abbeville est libérée en septembre 1944 par la 1re division blindée polonaise du général Maczek, qui entra par le faubourg de Rouvroy.

#### L'Après guerre
L'exploitation de la ligne de chemins de fer secondaire Abbeville-Dompierre cesse depuis Abbeville en 1947.
En 1959, le chanoine Fernand Boulard mena une enquête sur les pascalisants et messalisants dans le diocèse d'Amiens. Ainsi, sur une population de 20 900 habitants, la ville d'Abbeville comptait 19,4 % de pascalisants (470 hommes et 1 155 femmes), et 18,6 % de messalisants (424 hommes et 1 134 femmes). Parmi les enfants de 0 à 8 ans, 3,9 % sont non baptisés, et parmi ceux de 9 à 14 ans, 13,9 % non catéchisés. L'enquête du chanoine Boulard souligne les permanences de la pratique religieuse dans la Somme : plus élevée dans le Nord-est du département et dans le Santerre que dans la vallée de la Somme et le Vimeu. Ainsi, à la même époque, le canton de Hallencourt dans le Vimeu, dont la population s'élevait à 7 760 habitants, comptait 13,1% de pascalisants (177 hommes et 463 femmes), et 15% de messalisants (186 hommes et 546 femmes).

#### Les inondations de 2001
Au printemps 2001, la ville, comme toute la vallée de la Somme, subit d'importantes inondations de la Somme. Celles-ci durent plusieurs semaines, à cause de la saturation de la nappe phréatique, conséquence d'une année à l'humidité exceptionnelle. La gare est inaccessible, les voies ferrées étant recouvertes par plusieurs centimètres d'eau.

### Vie militaire
Unités ayant été stationnées à Abbeville :
- 128e régiment d'infanterie, 1906 ;
- 3e régiment de chasseurs à cheval, 1906.

## Politique et administration

### Rattachements administratifs et électoraux
La commune est le chef-lieu de l'arrondissement d'Abbeville du département de la Somme. À la suite du redécoupage des circonscriptions législatives françaises effectués en 2010, les cantons d'Abbeville-Nord et d'Abbeville-Sud sont incorporés au sein de la première circonscription de la Somme.
Elle était depuis 1801 le chef-lieu des cantons d'Abbeville-Nord et d'Abbeville-Sud. Dans le cadre du redécoupage cantonal de 2014 en France, elle devient le bureau centralisateur de deux nouveaux cantons, le canton d'Abbeville-1 et le canton d'Abbeville-2.

### Intercommunalité
La commune était le siège du district de l'agglomération abbevilloise, créé le 24 juin 1994, et qui s'est transformé en communauté de communes en 1994 et devient la communauté de communes de l'Abbevillois.
Dans le cadre des dispositions de la loi portant nouvelle organisation territoriale de la République du 7 août 2015, qui prévoit que les établissements publics de coopération intercommunale (EPCI) à fiscalité propre doivent avoir un minimum de 15 000 habitants, et milite pour des intercommunalités puissantes, la préfète de la Somme propose en octobre 2015 un projet de nouveau schéma départemental de coopération intercommunale (SDCI) qui prévoit la réduction de 28 à 16 du nombre des intercommunalités à fiscalité propre du département.
Après d'importants débats, la communauté de communes de l'Abbevillois fusionne avec la communauté de communes de la Région d'Hallencourt et la communauté de communes Baie de Somme Sud soit 51 827 habitants,, formant ainsi le 1er janvier 2017 la communauté d'agglomération de la Baie de Somme, dont Abbeville est désormais le siège.

### Tendances politiques et résultats
Sources : politologue.com ; ouest-france.fr ; lexpress.fr

#### Élection présidentielle

##### Premier tour
| Année | Candidat | Candidat             | Candidat | Candidat | Candidat             | Candidat | Candidat | Candidat               | Candidat | Population                      |
| ----- | -------- | -------------------- | -------- | -------- | -------------------- | -------- | -------- | ---------------------- | -------- | ------------------------------- |
| 1995  |          | Lionel Jospin PS     | 25,74 %  |          | Jacques Chirac RPR   | 19 %     |          | Édouard Balladur UDF   | 18,32 %  | 17 737 inscrits 13 301 exprimés |
| 2002  |          | Jacques Chirac RPR   | 20,47 %  |          | Lionel Jospin PS     | 16,14 %  |          | Jean Saint-Josse CPNT  | 14,14 %  | 18 176 inscrits 12 184 exprimés |
| 2007  |          | Ségolène Royal PS    | 26,4 %   |          | Nicolas Sarkozy UMP  | 26,28 %  |          | Jean-Marie Le Pen FN   | 14,06 %  | 18 081 inscrits 13 815 exprimés |
| 2012  |          | François Hollande PS | 31,09 %  |          | Nicolas Sarkozy UMP  | 23,2 %   |          | Marine Le Pen FN       | 23,12 %  | 18 320 inscrits 13 154 exprimés |
| 2017  |          | Marine Le Pen FN     | 28,87 %  |          | Emmanuel Macron EM   | 23,02 %  |          | Jean-Luc Mélenchon LFI | 20,22 %  | 18 013 inscrits 12 270 exprimés |
| 2022  |          | Marine Le Pen RN     | 31,88 %  |          | Emmanuel Macron LREM | 29,59 %  |          | Jean-Luc Mélenchon LFI | 18,65 %  | 17 705 inscrits 11 178 exprimés |

##### Second tour
| Année | Candidat | Candidat             | Candidat | Candidat | Candidat             | Candidat | Population                      |
| ----- | -------- | -------------------- | -------- | -------- | -------------------- | -------- | ------------------------------- |
| 1995  |          | Lionel Jospin PS     | 55,45 %  |          | Jacques Chirac RPR   | 44,55 %  | 17 731 inscrits 13 193 exprimés |
| 2002  |          | Jacques Chirac RPR   | 82,62 %  |          | Jean-Marie Le Pen FN | 17,38 %  | 18 167 inscrits 13 123 exprimés |
| 2007  |          | Ségolène Royal PS    | 53,08 %  |          | Nicolas Sarkozy UMP  | 46,92 %  | 18 081 inscrits 13 622 exprimés |
| 2012  |          | François Hollande PS | 56,9 %   |          | Nicolas Sarkozy UMP  | 43,1 %   | 18 306 inscrits 12 716 exprimés |
| 2017  |          | Emmanuel Macron EM   | 55,64 %  |          | Marine Le Pen FN     | 44,36 %  | 18 010 inscrits 10 952 exprimés |
| 2022  |          | Marine Le Pen RN     | 51,23 %  |          | Emmanuel Macron LREM | 48,77 %  | 17 710 inscrits 10 836 exprimés |

Élections européennes
- 2019 : Abbeville possède un taux de participation inférieur à la moyenne (47,69 % contre 50,12 %). La liste du Rassemblement national arrive en tête avec 33,04 % des suffrages, contre 23,31 % au niveau national. La liste de La République en marche obtient 20,06 % des voix, contre 22,41 % au niveau national. La liste de La France insoumise réalise un score de 11,32 % des voix, contre 6,31 % au niveau national. La liste d'Europe Écologie Les Verts fait un score de 7,13 % des suffrages exprimés, contre 13,48 % au niveau national. La liste des Républicains obtient 5,55 % des voix, contre 8,48 % au niveau national. Les autres listes obtiennent des scores inférieurs à 5 %[70].

Municipales
Lors du premier tour des élections municipales de 2020, la liste menée par l'ancien député socialiste Pascal Demarthe (UDI-LR) obtient 31,23 % des suffrages exprimés. La liste d'ouverture menée par Aurélien Dovergne (Abbeville ensemble), soutenue par LREM, et qui réunit le maire sortant Nicolas Dumont (LREM) et Stéphane Decayeux (ex-LR) obtient 28,54 %.
La liste menée par Angelo Tonolli (union de la gauche) obtient 20,05 % des suffrages exprimés et celle de Patricia Chagnon (Rassemblement national) en obtient 14,39 %. Ces quatre listes peuvent se maintenir au second tour, contrairement à celle menée par Michel Kfoury (dissident LREM), qui a obtenu 4,18 % des suffrages exprimés,.
Au second tour de ces élections, où quatre listes sont en compétition, celle menée par Pascal Demarthe obtient la majorité des suffrages exprimés (41,67 %), devançant de 12 points celle menée par l'adjoint sortant à la culture Aurélien Dovergne (29,41 %), suivie par la liste d'union de la gauche d'Angelo Tonolli (20,53 %) et celle de la frontiste Patricia Chagnon (8,40 %). L'abstention s'est élevée à 57,53 %.

### Politique locale
L'élection municipale de 2014 a été invalidée par le tribunal administratif d'Amiens, le 8 octobre 2014 mais validée ensuite par le Conseil d'État, le 27 mai 2015.

### Liste des maires
| Période      | Période                       | Identité         | Étiquette              | Qualité |
| ------------ | ----------------------------- | ---------------- | ---------------------- | --- |
| 1944         | 1945                          | Maurice Marlière |                        | |
| 1945         | 1947                          | Paul Bénard      |                        | Garagiste, résistant |
| octobre 1947 | mars 1989                     | Max Lejeune      | SFIO puis REF puis PSD | Ministre (1958 → 1959) Député de la Somme (1936 → 1942 puis 1945 → 1977) Vice-président de l'Assemblée nationale (1967 → 1968 et 1970 → 1971) Sénateur de la Somme (1977 → 1995) Conseiller général d'Abbeville-Sud (1945 → 1988) Président du conseil général de la Somme (1945 → 1988) Président du conseil régional de Picardie (1978 → 1979) |
| mars 1989    | juin 1995                     | Jacques Becq     | PS                     | Instituteur Député de la 4e circonscription de la Somme (1981 → 1986 puis 1988 → 1993) |
| juin 1995    | mars 2008                     | Joël Hart        | RPR puis UMP           | Principal de collège Député de la Somme (1986 → 1988) Député de la 4e circonscription de la Somme (1993 → 1997 puis 2002 → 2007) Maire d'Arguel (1971 → 1995) |
| mars 2008    | juillet 2020,                 | Nicolas Dumont   | PS puis LREM           | Conseiller régional de Picardie (2010 → 2015) Président de la CC de l'Abbevillois (2008 → 2016) Président de la CA Baie de la Somme (2017 → 2020). |
| juillet 2020 | En cours (au 17 juillet 2020) | Pascal Demarthe  | UDI                    | Enseignant Député de la Somme (2014 → 2017) Conseiller régional des Hauts-de-France (2021 → ) Conseiller général d'Abbeville-Sud (2008 → 2015) Président de la CA Baie de la Somme (2020 → ) |

### Finances communales
En 2020, le budget de la commune était constitué ainsi :
- total des produits de fonctionnement : 23 008 000 €, soit 985 € par habitant ;
- total des charges de fonctionnement : 21 752 000 €, soit 931 € par habitant ;
- total des ressources d'investissement : 11 367 000 €, soit 487 € par habitant ;
- total des emplois d'investissement : 11 547 000 €, soit 494 € par habitant ;
- endettement : 14 639 000 €, soit 627 € par habitant.

Avec les taux de fiscalité suivants :
- taxe d'habitation : 16,61 % ;
- taxe foncière sur les propriétés bâties : 34,32 % ;
- taxe foncière sur les propriétés non bâties : 53,68 % ;
- taxe additionnelle à la taxe foncière sur les propriétés non bâties : 0,00 % ;
- cotisation foncière des entreprises : 0,00 %.

Chiffres clés Revenus et pauvreté des ménages en 2019 : médiane en 2019 du revenu disponible, par unité de consommation : 18 140 €.

### Jumelages
- Argos (Grèce) depuis 1993[87].
- Burgess Hill (Grande-Bretagne) depuis 1994[87].

#### Villes nommées Abbeville en l'honneur de la ville
- Abbeville (Louisiane)
- Abbeville (Alabama)
- Abbeville (Caroline du Sud)
- Abbeville (Géorgie), nommée ainsi en référence à Abbeville (Caroline du Sud)
- Abbeville (Mississippi), nommée ainsi en référence à Abbeville (Caroline du Sud)

## Équipements et services publics

### Espaces publics
Abbeville s'est vu attribuer trois fleurs en 2007 par le Conseil des Villes et Villages Fleuris de France au Concours des villes et villages fleuris,. Afin d'examiner l'évolution de la commune, le jury du label Villes et villages fleuris Hauts-de-France est passé à Abbeville le 17 juillet 2023 : après avoir confirmé sa troisième fleur en octobre 2024, il a décidé de présenter la ville au jury national pour une quatrième fleur en 2025,.

### Enseignement
En matière d'écoles maternelles, Abbeville héberge 11 écoles publiques et deux établissements privés[Quand ?].
L'enseignement élémentaire est pratiqué dans dix écoles publiques et deux écoles privées[Quand ?].
Les collèges Ponthieu et Millevoye relèvent de l'enseignement public. Le collège Notre-Dame de France est un établissement d'enseignement privé[Quand ?].
La ville abrite notamment le lycée Boucher de Perthes (également appelé Lycée des Métiers Boucher de Perthes ou Cité Scolaire Boucher de Perthes), d'enseignement public (général, technologique, professionnel et supérieur), le lycée Saint-Pierre (enseignement privé général, technologique et professionnel) et le lycée agricole de la Baie de Somme (enseignement public professionnel et supérieur agricole et sanitaire).

### Équipements culturels
- Théâtre municipal, construit en 1911,  Inscrit MH (2003).
- Conservatoire à rayonnement intercommunal de l'Abbevillois (musique et danse).
- Bibliothèque municipale Robert-Mallet : elle conserve un fonds patrimonial constitué notamment à partir des collections provenant des anciens établissements monastiques des environs dont 972 manuscrits. Parmi ces derniers, se trouve un évangéliaire carolingien exécuté vers 790-800 à la cour de Charlemagne[96].
- Musée Boucher-de-Perthes, labellisé Musée de France.
- Société d'émulation d'Abbeville.

### Santé
Le centre hospitalier d'Abbeville est le principal établissement public de santé dans l'arrondissement et le second dans le département après le Centre Hospitalier Universitaire d'Amiens-Picardie. Il dessert un bassin de population de 170 000 habitants (Abbeville, le Ponthieu, le Vimeu, le Marquenterre, la Baie de Somme, les vallées de l'Authie, de la Somme et de la Bresle) et son attractivité s'étend aux communes limitrophes de la Seine-Maritime et du Pas-de-Calais.
L'hôpital dispose des services suivants :
- Pôle Anesthésie-Réanimation-Urgences  (Le centre hospitalier d'Abbeville dispose d'un Service Mobile d'Urgence et de Réanimation et d'une unité de médecine légale de proximité)
- Pôle Femme-Enfants (Centre d'Action Médico-Sociale Précoce, Centre d'Éducation et de Planification Familiale, Gynécologie-Obstétrique, Néonatologie, Pédiatrie)
- Pôle Médical (Médecine cardiologique/Unité de Soins Intensifs Cardiologiques, Court séjour gériatrique, Équipe mobile de gériatrie, Hospitalisation à domicile, Médecine vasculaire et neurologique, Pneumologique, Pôle de prévention et d'éducation du patient, Soins de suite et de réadaptation)
- Pôle Médico-Chirurgical (Chirurgie Orthopédique et Urologique, Chirurgie Viscérale et Spécialités (O.R.L., Stomatologie et Ophtalmologie), Équipe Opérationnelle d'Hygiène, Unité Médico-Chirurgicale Ambulatoire, Médecine gastroentérologique, Médecine Interne et Diabétologie, Médecine Physique et Réadaptation, Unité d'Évaluation et de Traitement de la Douleur, Unité Mobile de Soins Palliatifs)
- Pôle Médico-Technique (Imagerie Médicale (radiologie, scanner et IRM), Laboratoire, Pharmacie et Service d'Information Médicale)
- Pôle Psychiatrique (Psychiatrie infanto-juvénile, Psychiatrie adulte - unités d'hospitalisation, Psychiatrie adulte -hôpital de jour, Psychiatrie adulte extrahospitalière, Unité d'addictologie)
- Établissement d'hébergement pour personnes âgées dépendantes composé de deux sites, l'EHPAD Georges Dumont et l'unité d'hébergement au Centre de Gérontologie.

Les bâtiments actuels du centre hospitalier datent de 1979, 1989 et 1993 pour la dernière grosse étape de rénovation. Cependant, l'Agence Régionale de Santé a validé en 2014 le projet de modernisation du centre hospitalier d'Abbeville qui conduira à la restructuration de 7 700 m2 de bâtiments et la construction neuve de 14 000 m2 pour un budget de 74 millions d'euros.
L'offre médicale est complétée avec la Clinique privée Saint-Isabelle offrant les services suivants : chirurgie orthopédique, chirurgie viscérale et digestive, chirurgie vasculaire, chirurgie urologique, chirurgie plastique, gastroentérologie, gynécologie, ophtalmologie, oto-rhino-laryngologie, stomatologie, anesthésie-réanimation, méphrologie dialyse, biologie médicale et imagerie médicale.
La ville dispose également d'une résidence services seniors, « L'aigrette Bleue », active depuis février 2019.

### Justice, sécurité, secours et défense
La commune est le siège de la compagnie de gendarmerie d'Abbeville qui correspond au découpage de l'arrondissement. Elle est également le siège d'une communauté de brigades composée des brigades territoriales de proximité d'Abbeville, d'Ailly-le-Haut-Clocher et d'Hallencourt, ainsi que d'un peloton motorisé,.
Abbeville dispose également d'un commissariat de police qui est compétent sur la zone police nationale correspondant au territoire communal.
En 2018, la commune et ses alentours sont défendus par un Centre de Secours Principal composé de sapeurs-pompiers professionnels et volontaires. Le Centre d'Incendie et de Secours dispose également d'une école des Jeunes Sapeurs-Pompiers. C'est également le C.S.P du groupement Ouest du Service Départemental d'Incendie et de Secours de la Somme.
Abbeville dispose d'un tribunal d'instance et d'un conseil des prud'hommes. La commune dépend du tribunal de grande instance d'Amiens depuis la réforme de la carte judiciaire et la fermeture de son tribunal de grande instance. La commune est également dans le ressort du tribunal de commerce d'Amiens, de la cour d'appel d'Amiens, du tribunal administratif d'Amiens et de la Cour Administrative d'Appel de Douai.

## Population et société

### Démographie

#### Évolution démographique
L'évolution du nombre d'habitants est connue à travers les recensements de la population effectués dans la commune depuis 1793. Pour les communes de plus de 10 000 habitants les recensements ont lieu chaque année à la suite d'une enquête par sondage auprès d'un échantillon d'adresses représentant 8 % de leurs logements, contrairement aux autres communes qui ont un recensement réel tous les cinq ans,.

En 2022, la commune comptait 22 406 habitants, en évolution de −3,55 % par rapport à 2016 (Somme : −1,26 %, France hors Mayotte : +2,11 %).
| 1793   | 1800   | 1806   | 1821   | 1831   | 1836   | 1841   | 1846   | 1851   |
| ------ | ------ | ------ | ------ | ------ | ------ | ------ | ------ | ------ |
| 18 125 | 18 052 | 17 660 | 18 654 | 19 162 | 18 247 | 17 582 | 18 072 | 19 158 |

| 1856   | 1861   | 1866   | 1872   | 1876   | 1881   | 1886   | 1891   | 1896   |
| ------ | ------ | ------ | ------ | ------ | ------ | ------ | ------ | ------ |
| 19 304 | 20 058 | 19 385 | 18 208 | 19 381 | 19 283 | 19 837 | 19 851 | 19 669 |

| 1901   | 1906   | 1911   | 1921   | 1926   | 1931   | 1936   | 1946   | 1954   |
| ------ | ------ | ------ | ------ | ------ | ------ | ------ | ------ | ------ |
| 20 388 | 20 704 | 20 373 | 21 472 | 20 320 | 19 335 | 19 345 | 16 780 | 19 502 |

| 1962   | 1968   | 1975   | 1982   | 1990   | 1999   | 2006   | 2011   | 2016   |
| ------ | ------ | ------ | ------ | ------ | ------ | ------ | ------ | ------ |
| 22 005 | 23 999 | 25 398 | 24 915 | 23 787 | 24 567 | 24 052 | 24 104 | 23 231 |

| 2021   | 2022   | - | - | - | - | - | - | - |
| ------ | ------ | - | - | - | - | - | - | - |
| 22 595 | 22 406 | - | - | - | - | - | - | - |

#### Pyramide des âges
En 2018, le taux de personnes d'un âge inférieur à 30 ans s'élève à 34,3 %, soit en dessous de la moyenne départementale (36,4 %). À l'inverse, le taux de personnes d'âge supérieur à 60 ans est de 29,8 % la même année, alors qu'il est de 26,0 % au niveau départemental.
En 2018, la commune comptait 10 476 hommes pour 12 361 femmes, soit un taux de 54,13 % de femmes, largement supérieur au taux départemental (51,49 %).
Les pyramides des âges de la commune et du département s'établissent comme suit.
| Hommes | Classe d’âge | Femmes |
| ------ | ------------ | ------ |
| 0,8    | 90 ou +      | 2,3    |
| 7,4    | 75-89 ans    | 12,8   |
| 16,9   | 60-74 ans    | 18,8   |
| 20,8   | 45-59 ans    | 19,2   |
| 16,7   | 30-44 ans    | 15,4   |
| 19,2   | 15-29 ans    | 16,7   |
| 18,1   | 0-14 ans     | 14,9   |

| Hommes | Classe d’âge | Femmes |
| ------ | ------------ | ------ |
| 0,6    | 90 ou +      | 1,8    |
| 6,7    | 75-89 ans    | 9,4    |
| 17,2   | 60-74 ans    | 18,1   |
| 19,8   | 45-59 ans    | 19,1   |
| 18,2   | 30-44 ans    | 17,5   |
| 19,4   | 15-29 ans    | 18     |
| 18,2   | 0-14 ans     | 16,2   |

### Manifestations culturelles et festivités

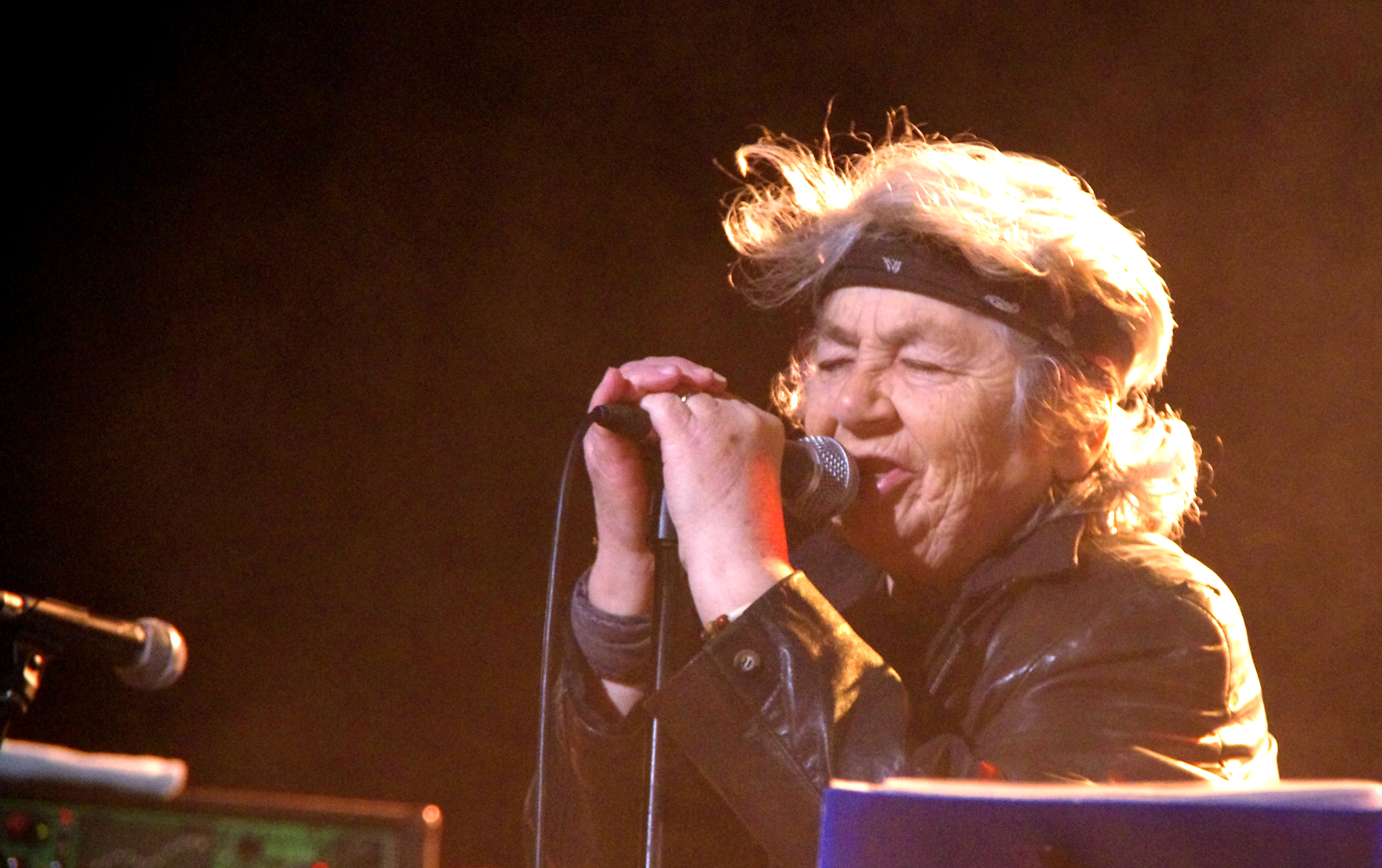
Little Bob Blues Bastards durant les Nuits du Blues.

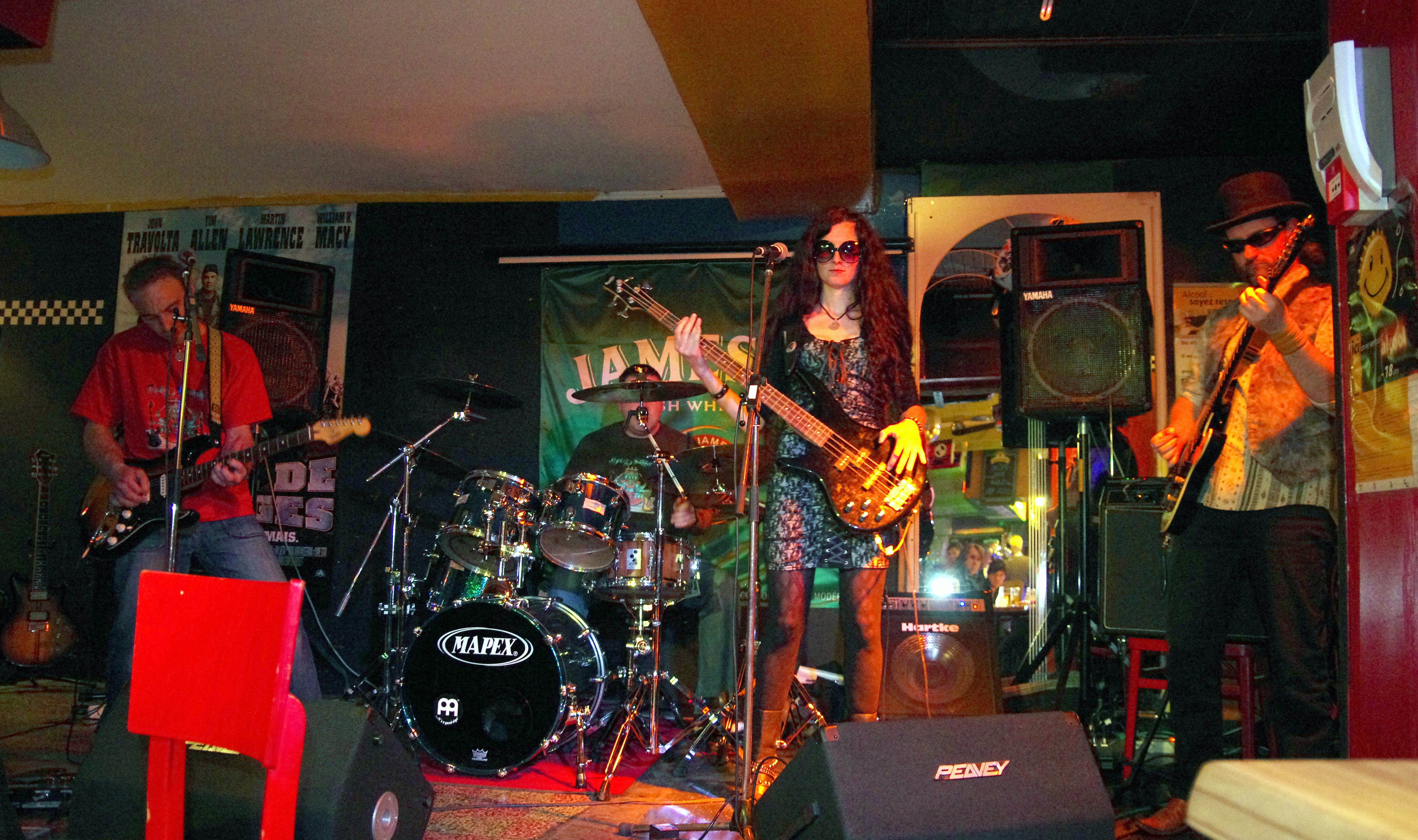
Bad Karma aux Nuits du Blues.

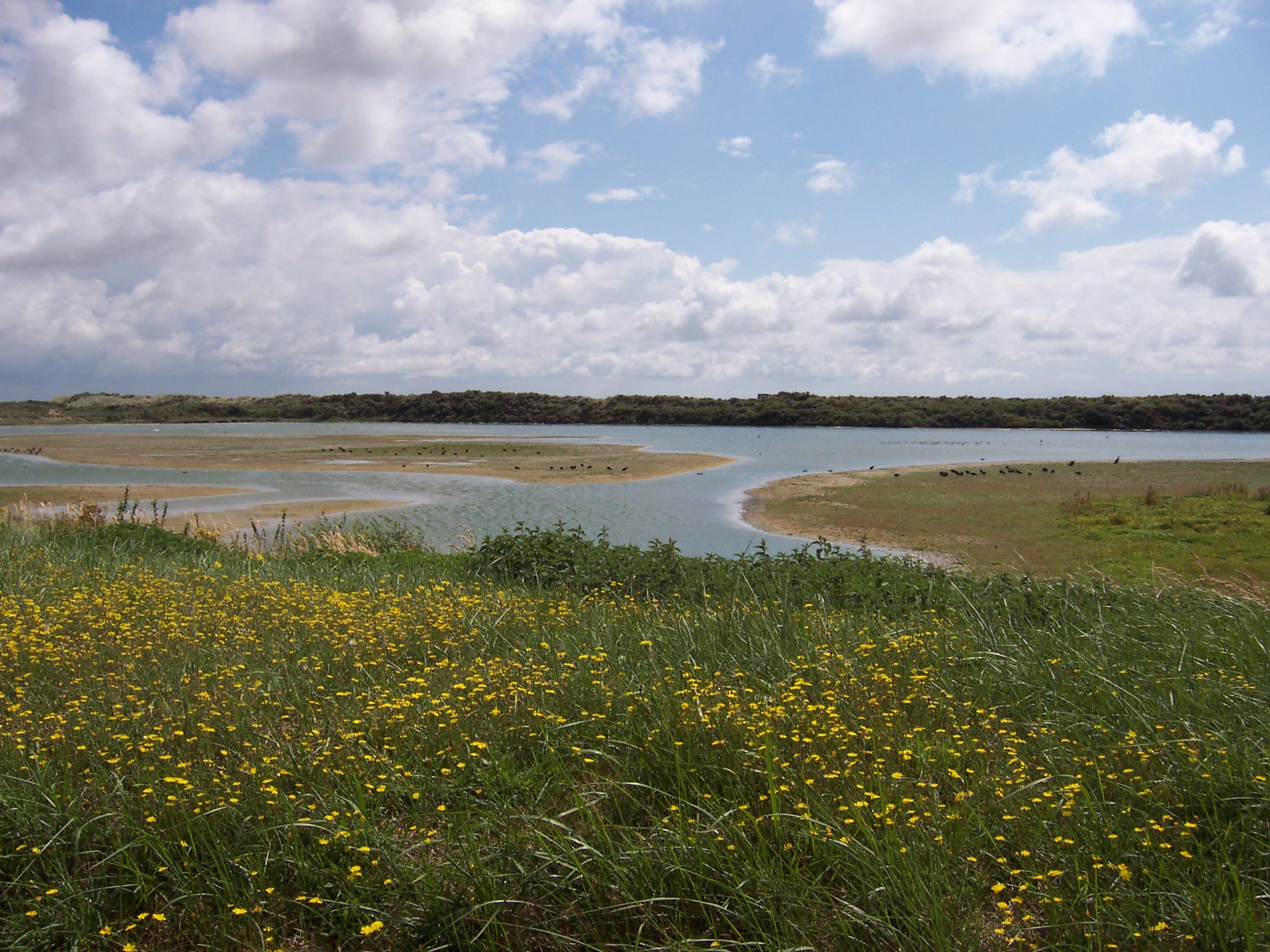
Parc ornithologique du Marquenterre, en Baie de Somme.

- La foire aux disques, dont la 3e édition a lieu le 5 janvier 2020 à l'espace culturel Saint-André et qui accueille une quinzaine d'exposants[107].

| Mois    | Événement                                             | Sujet | Nombre d'éditions (2016) |
| ------- | ----------------------------------------------------- | --- | ------------------------ |
| Février | Abbeville Winter Groove                               | Festival de musiques actuelles. | 6                        |
| Mars    | Les Nuits du Blues                                    | Festival de musique de blues, avec plusieurs concerts dans les différentes salles de concert de la ville durant une semaine.                     | 22                       |
| Avril   | Festival de l'oiseau et de la nature                  | Manifestation regroupant des sorties d'observation, des conférences, des projections et des activités pédagogiques autour du thème de la nature. | 26                       |
| Mai     | Festival international des chœurs et voix             | Festival regroupant des chorales professionnelles et amateurs.                                                                                   | 4                        |
| Juin    | Nocturne cycliste                                     | | 46                       |
| Juin    | Mémorial Bruno Willecoq                               | Course regroupant des professionnels et des amateurs.                                                                                            | 28                       |
| Juin    | Foire agricole d'Abbeville et de la Picardie Maritime | | —                        |
| Juillet | Hip-Hop impact                                        | Festival de musique de rap et d'hip-hop. | 6                        |
| Août    | Abbeville Summer Groove                               | Festival en plein air. | 2                        |
|         | Semaine du cinéma britannique d'Abbeville             | | —                        |

### Sports et loisirs
- Association Futsal Abbevilloise.
- Club d'aviron, Sport Nautique Abbevillois, Centre nautique Jean-Raymond-Peltier.
- Club d'escrime, l'Association Abbevilloise d'Escrime (AAE).
- Club de boxe, Salles Bobo-Lorcy et Benjamin-Leberton.
- Club de cyclisme, l'Étoile Cycliste Abbevilloise.
- Club de football, (US Abbeville, dans le quartier de Rouvroy).
- Club de gymnastique, Abbeville Gym.
- Club de handball, l'Abbeville EAL.
- Club de handball féminin, l'Entente Abbeville-Feuquières.
- Club de rugby à XV, le XV d'Abbeville, au stade Imanol-Harinordoquy (côte de la Justice).
- Club de tennis de table, actuellement en Nationale 1.
- École de pilotage d'avions et de planeurs, et école d'ULM (Ludair), situées à la limite d'Abbeville et de Buigny-Saint-Maclou (à l'aérodrome d'Abbeville).
- Football, Sporting Club Abbeville Côte Picarde, équipe évoluant en Ligue régionale de football, l'US Abbeville (Rouvroy - Mautort) et l'AS Abbeville (Menchecourt - Thuison - La Bouvaque).
- Hockey sur gazon, équipe féminine évoluant en Nationale 1.
- Le Judo Club Abbevillois.
- Parcours de golf de Grand-Laviers, au nord-ouest de la ville.
- Skate-park d'Abbeville.
- Sporting club de natation (SCA natation).
- Stadium automobile d'Abbeville.
- Club de karaté wado-ryu : Ippon Karaté Abbeville.
- EPM - Échiquier de Picardie Maritime (club d'échecs).
- PCA - Poker Club Abbeville, club qui a terminé 1er aux Championnats de France de poker par équipe (CNEC).

### Cultes

#### Culte catholique
Rattachée au diocèse d'Amiens, la paroisse Saint-Wulfran-en-Ponthieu rassemble les fidèles catholiques de la ville d'Abbeville. La paroisse est desservie par un curé, assisté d'un vicaire et d'un prêtre aîné ou auxiliaire.
Du 18 au 22 mai 2022, la paroisse fait l'objet d'une visite pastorale de l'évêque d'Amiens, Gérard Le Stang.
Jusqu'en 2024, le diocèse d'Amiens était divisé en 14 secteurs apostoliques. Ainsi, le secteur apostolique de l'Abbevillois comprenait trois communautés paroissiales : la paroisse Notre-Dame-des-Étangs, la paroisse Saint-Riquier-du-Haut-Clocher, et enfin, la paroisse Saint-Wulfran-en-Ponthieu. Par décision de l'évêque d'Amiens du 1er septembre 2024, ces secteurs apostoliques sont supprimés au profit de 6 champs missionnaires. La paroisse Saint-Wulfran-en-Ponthieu d'Abbeville est intégrée au champ missionnaire de la Baie de Somme, sous le vocable de Saint-Pierre-et-Saint-Paul.

#### Culte protestant
Selon Marcel Godet, le protestantisme demeura une exception à Abbeville. L'archiviste-paléographe fait débuter l'arrivée du protestantisme dans la ville d'Abbeville avec la nomination en 1559 du capitaine Robert de Saint-Delis, huguenot, en tant que gouverneur de la ville. 
Si les protestants abbevillois furent épargnés par les massacres de la Saint-Barthélémy en 1572, protégés par le gouverneur de Picardie,  Henri II d'Orléans-Longueville, ils se dispersèrent entre 1588 et 1594 face à la menace de la Ligue catholique, alors toute puissante. Jusqu'au milieu du XVIIe siècle, le territoire d'Abbeville ne compta plus aucune église protestante. Toutefois, l'afflux d'ouvriers drapiers originaires des Provinces-Unies, venus travailler à la manufacture des Rames, rendit nécessaire la présence d'un ministre du culte protestant. Les incidents ne tardèrent pas à arriver : en 1652, un pasteur fit scandale en initiant une prêche publique. 
Au XIXe siècle, aucun protestant réformé ne fut recensé à Abbeville lors des 4 enquêtes menées en 1815, 1851, 1872 et 1883. Le département de la Somme comptait 1151 protestants réformés en 1815, 1581 en 1851, 1346 en 1872, et enfin, 1408 en 1883. Les communautés samariennes les plus importantes se trouvaient à Contay et à Templeux-le-Guérard.
Abbeville compte une communauté chrétienne évangélique, qui est affiliée au Conseil national des évangéliques de France (CNEF). Cette communauté s'est installée en centre-ville d'Abbeville, chaussée du Bois, en 1984, se réunissant autour de l'association Assemblée biblique d'Abbeville, devenue l'année suivante Église protestante évangélique. En 2023, elle prend le nom d'Église de la Baie de Somme.
Depuis septembre 2019, la communauté est animée par un couple pastoral, issu du réseau Perspectives, une union d'églises évangéliques,.
Face au manque d'espace, la communauté se sépare en 2024 de sa propriété Chaussée du bois, pour des locaux plus grands situés place du Pont des Prés.

#### Témoins de Jéhovah
La ville comporte une salle pour les témoins de Jéhovah, route de Paris.

#### Culte musulman
La ville accueille une petite communauté musulmane, représentée par l’association Institut culturel islamique (ICI) la Paix, créée le 17 avril 2014. Jusqu'en 2019, les fidèles se retrouvaient dans un local rue de la Tannerie, loué par l’association. Face à l'augmentation du nombre de fidèles, le lieu de prières, devenu trop petit, n'était plus conforme aux normes de sécurité. L'association se mit donc en quête d'un nouveau local.
Le 14 novembre 2019, la ville d'Abbeville délivra à l'association un permis de construire pour un nouveau centre cultuel. Ce projet prévoyait la construction d’un bâtiment de 450 m2 sur deux niveaux, dont une salle de prière principale de 105 m2, à l’angle de l’impasse et du chemin des Postes. L'ensemble pouvait théoriquement accueillir jusqu'à 300 fidèles.
En octobre 2022, des opposants au projet constituèrent un collectif, mettant en avant les difficultés de stationnement dans le voisinage. Saisi par le collectif, le tribunal administratif d'Amiens a relevé deux vices dans le dossier de permis de construire, dont la régularisation ne remettait pas en cause la nature du projet. Il a donc octroyé à l'association un délai de 4 mois pour régulariser le dossier de permis de construire,.
Le permis de construire fut annulé par le tribunal administratif d'Amiens en juillet 2023, le nombre de places de stationnemment n'étant pas jugé suffisant. En outre, le tribunal a estimé que l'adjoint au maire qui a validé le permis de construire n'était pas habilité à le faire. L'association a fait appel de la décision du tribunal, mais a été débouté en juin 2024.
Après de nouvelles recherches, l'association a trouvé un nouveau local, situé rue Ventôse, en périphérie de la ville. Celui-ci est équipé de « plusieurs salles [permettant] d’accueillir une salle de prières pour les femmes, des cours pour les enfants et pour les adultes, et une salle des ablutions pour les hommes ».

### Médias
- Le Journal d'Abbeville et du Ponthieu-Marquenterre (hebdomadaire)[135],
- Télé Baie de Somme[136],
- Radio de l'Abbevillois, webradio[137],[138],[139],[140],[141],
- RCF Hauts de France (Radio DAB+)[142],[143].

## Économie
Abbeville comporte plusieurs usines (Valéo, COMAP, Verescence, Schlumberger, Condor) mais aussi essentiellement plusieurs zones commerciales : ZA du Château d'eau (Décathlon, Gifi) mais aussi la ZA des Deux Vallées (Hyper U, Peugeot, McDonald's, Euromaster, Del Arte, Action, Kandy...) et la ZA de la Sucrerie (Intermarché, cinéma CGR, Burger King...),, ainsi que la zone de la Gare (Carrefour Market, divers commerces de vêtements).
Le centre-ville, quant à lui, est composé principalement de commerces (Jules, Cache-Cache...) mais aussi des restaurants, des bars et des librairies, ainsi que des banques. Néanmoins, comme dans beaucoup d'autres villes de taille moyenne,, le centre-ville d'Abbeville est en déclin : ainsi, face à la concurrence du commerce en ligne et des grandes surfaces en périphérie de la ville, le plus vieux magasin du centre-ville, une librairie, a fermé ses portes au public en septembre 2024.
Pour lutter contre la désertification du centre-ville, et le manque de diversité commerciale, la ville d'Abbeville a adhéré en septembre 2018 au programme d'investissement "Action cœur de ville". Lancé en décembre 2017 par le ministère de la Cohésion des territoires, ce dispositif « vise à faciliter et à soutenir le travail des collectivités locales, à inciter les acteurs du logement et de l’urbanisme à réinvestir les centres-villes, à favoriser le maintien ou l’implantation d’activités en cœur de ville afin d’améliorer les conditions de vie dans les villes moyennes ». En octobre 2021, la ville d'Abbeville avait bénéficié de 3 millions d'euros d'investissement : certains commerces ont ainsi pu s'étendre en faisant l'acquisition de nouveaux locaux.
S'appuyant sur les préconisations d'un audit sur le commerce, l'artisanat et les services, mené en novembre 2023 à l'échelle de la communauté d'agglomération, le Conseil municipal d'Abbeville a voté le 29 mai 2024 la création d'un périmètre de sauvegarde du commerce et de l'artisanat, instaurant un droit de préemption commerciale. Les banques, les pharmacies et les opticiens ne pourront plus s'installer en centre-ville,.
Le tourisme est aussi une activité importante dans la commune (office de tourisme, Syndicat mixte Baie de Somme - Grand Littoral Picard...). Sur la commune voisine de Vauchelles-les-Quesnoy, il y a aussi une zone commerciale : la ZAC de Vauchelles (Intersport, Bricoman, JouéClub, Ford...), qui est située juste en face et dans le même secteur que la ZA du Château d'Eau d'Abbeville.
La zone d'emploi d'Abbeville qui comptait, en 2010, 30300 actifs et 19 700 emplois, est principalement portée par le secteur de l'administration de la santé et du social : ainsi, le centre hospitalier et la commune d'Abbeville sont les deux plus gros employeurs de la zone. Si en 2010, l'industrie occupait 3 000 salariés, soit 15% des emplois, l'économie abbevilloise est largement tertiarisée, ce secteur représentant, en 2016, 75% des emplois dans l'arrondissement. La zone d'emploi d'Abbeville « est une économie résidentielle, stimulée par les dépenses du tourisme et celles de retraités. Le tourisme procure 6,5% des emplois, soit 4 points de plus qu'en région ».

### Revenus de la population et fiscalité
En 2012, Abbeville comptait 10 508 foyers fiscaux, sur un total de 23 203. Près de 40 % d'entre eux sont des ménages composés d'une seule personne. S'y ajoute 12 % de ménages monoparentaux. Environ 51 % des foyers fiscaux sont imposés. Le revenu annuel médian est de 15 944 euros.

## Culture locale et patrimoine

### Lieux et monuments
La ville est labellisée Pays d'art et d'histoire, comme celles qui œuvrent à mettre en avant leur patrimoine,.

#### Sites préhistoriques
- Carrière Carpentier : site préhistorique acheuléen  Classé MH (1983)[161] ;
- Carrière Léon : propriété du Muséum national d'histoire naturelle
- Carrière de Menchecourt : site préhistorique acheuléen  Classé MH (1983)[162] ;
- Moulin Quignon : site préhistorique acheuléen.

#### Patrimoine religieux

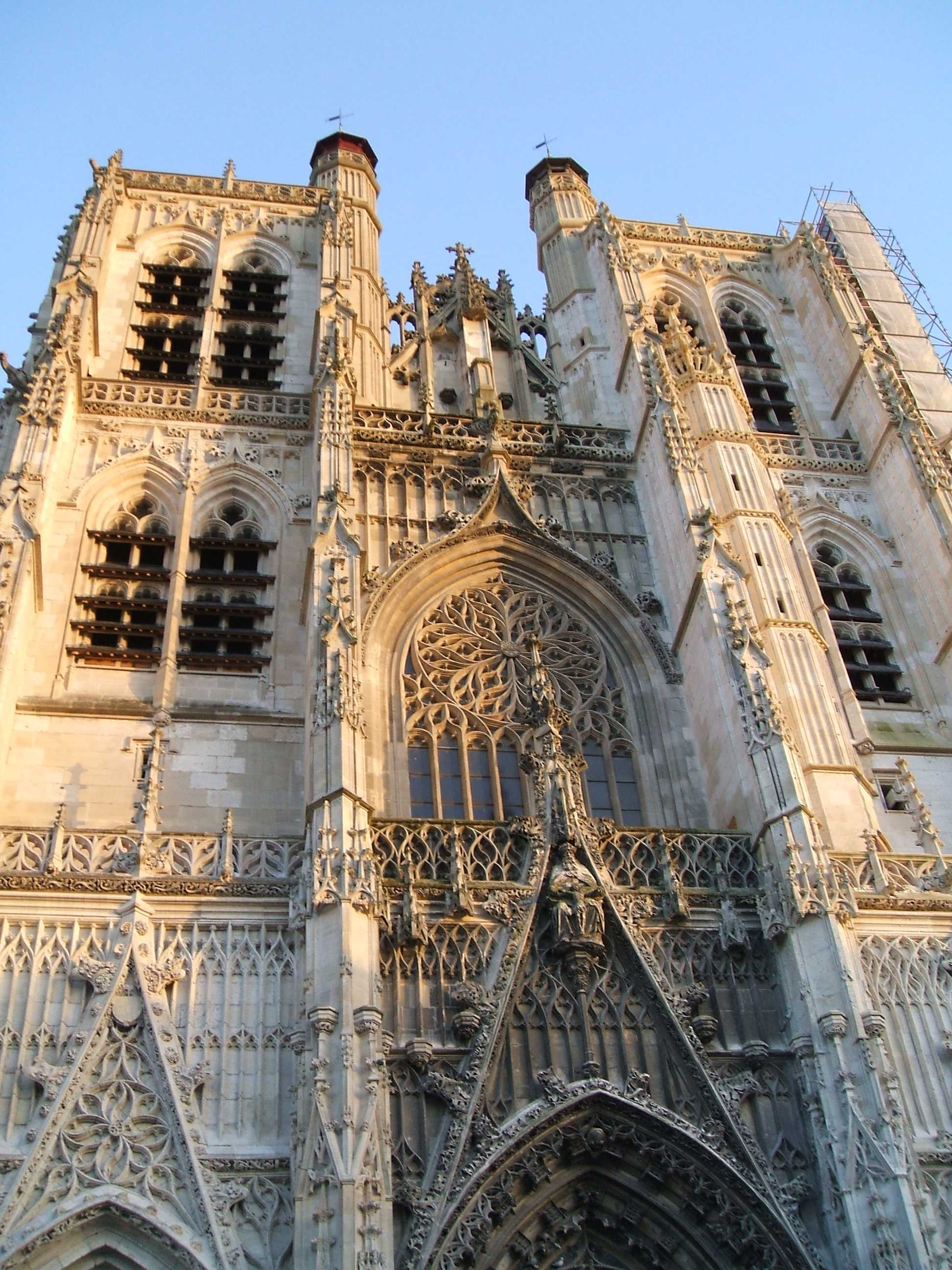
Collégiale Saint-Vulfran.

Le côté pittoresque du centre-ville, avec les rues bordées de maisons anciennes rayonnant vers Saint-Vulfran, n'est plus qu'un fantôme depuis la Seconde Guerre mondiale. Certaines bâtisses ont pourtant été préservés après « quelques » restaurations.
- La collégiale Saint-Vulfran, parvis Saint-Vulfran, construite en 1488, chef-d'œuvre de l'art gothique flamboyant, elle fait la renommée de la ville. Son saint patron (fêté le 20 mars) est saint Wulfran de Fontenelle, né vers 650, à Milly-la-Forêt (Gâtinais), seigneur à la cour de Clotaire III, abbé de Fontenelle, archevêque de Sens en 682, évangélisateur de la Frise. Il mourut en 720 à Saint-Wandrille.  Classé MH (1840)[163].

- L'église Saint-Sépulcre d'Abbeville, rue Saint-Sépulcre  Classé MH (1907)[164] est une collégiale gothique du XIe siècle. Elle abrite depuis 1993 trente-et-un vitraux dessinés par Alfred Manessier.

- L'église Notre-Dame de la Chapelle, allée du Souvenir Français : clocher  Classé MH (1910), chaire du XVIIIe  Classé MH (1909)[165]. Nombreux objets  Inscrit MH (1981), statues : christ en croix (XVe), Dieu de Pitié (XVIe), saint Nicolas (XVIIe), saint tenant un sceptre (XVIIIe), deux évêques formant pendant (Simon Pfaff de Pfaffenhoffen, XVIIIe), sainte Geneviève et saint Louis (XIXe) ; deux tabourets d'église (XVIIe) ; buffet d'orgues (XVIIIe) ; tableaux : la Sainte Famille (XVIIe), Vierge (XIXe), stèle funéraire (XIXe).

- L'église Saint-Gilles, rue Saint-Gilles,  Inscrit MH (1926)[166].

- L'église Saint-Silvin de Mautort, rue de l'Église.

- L'église Saint-Jean-Baptiste de Rouvroy, chaussée de Rouvroy, bâtie en brique, et qui possède un clocher à horloge excentrée.

- Le prieuré Saint-Pierre-et-Saint-Paul d'Abbeville, rue Clemenceau, avec chapelle,  Inscrit MH (1993, Façades, toitures).

- L'église Saint-Jacques, place Saint-Jacques, qui fut construite dans le style néo-gothique par l'architecte Victor Delefortrie. Mal entretenue, le 7 février 2013, le conseil municipal vote sa démolition, malgré une certaine vague de contestation[167]. Ladite démolition a été achevée en mai de la même année.

- l'église Saint-Paul, chaussée d'Hocquet (vestiges).

- Carmel d'Abbeville, rue des Capucins.

- La chapelle de l'hôtel-Dieu, rue de l'Isle.

- La chapelle de l'Hospice Général, rue Dumont.

- La chapelle Saint-Milfort, rue Georges Deray.

- L'ancienne abbaye Notre-Dame de Willencourt, chaussée Marchadé.

- Le couvent des Ursulines, rue Josse Van Robais (reste portail).

- La chapelle Jean-Paul II, rue Jean Moulin (moderne).

#### Patrimoine civil
- Le Beffroi, classé au  Patrimoine mondial (2005),  Inscrit MH (1926) : 

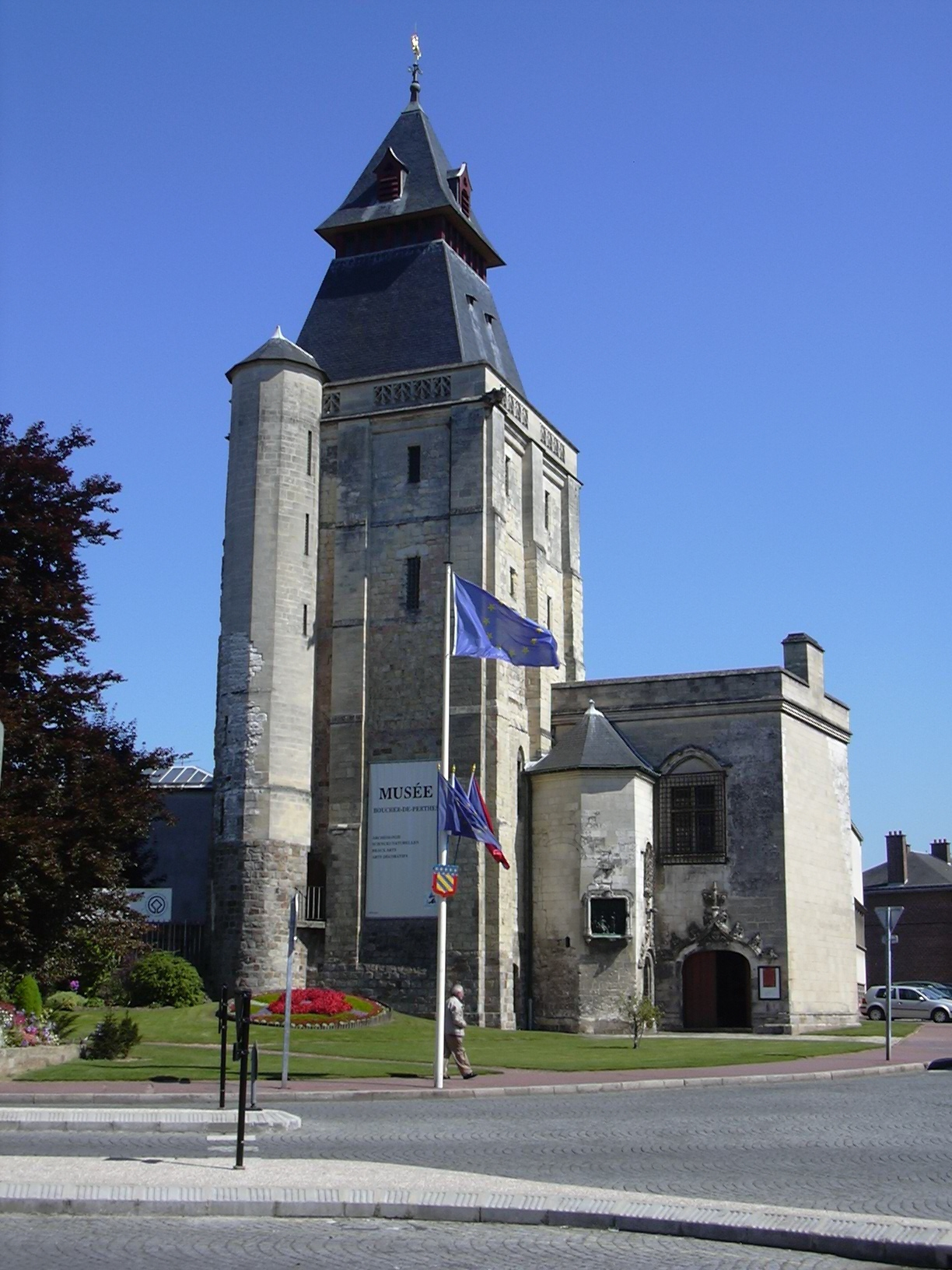
Le beffroi et le musée Boucher-de-Perthes.

Le beffroi est l'un des plus anciens de France, construit en 1209. 
Le 20 mai 1940, lors d'un bombardement, sa toiture fut endommagée et ce n'est qu'en 1986 qu'elle fut refaite. 
Le beffroi est l'un des cinquante-six beffrois de Belgique et de France inscrits en 2005 par le Comité du patrimoine mondial de l'UNESCO, sur la liste du patrimoine mondial de l'humanité. Il accueille le musée Boucher-de-Perthes depuis 1954.
Le musée Boucher-de-Perthes  est situé en partie dans l'ancien beffroi du XIIIe siècle.

- Tour Maillefeu : 
La Tour Maillefeu est un vestige des remparts médiévaux de la ville construite en 1414. Elle est protégée en tant que monument historique : inscription par arrêté du 24 mai 2023  Inscrit MH (2023)[168].

- Le  Château de Bagatelle :

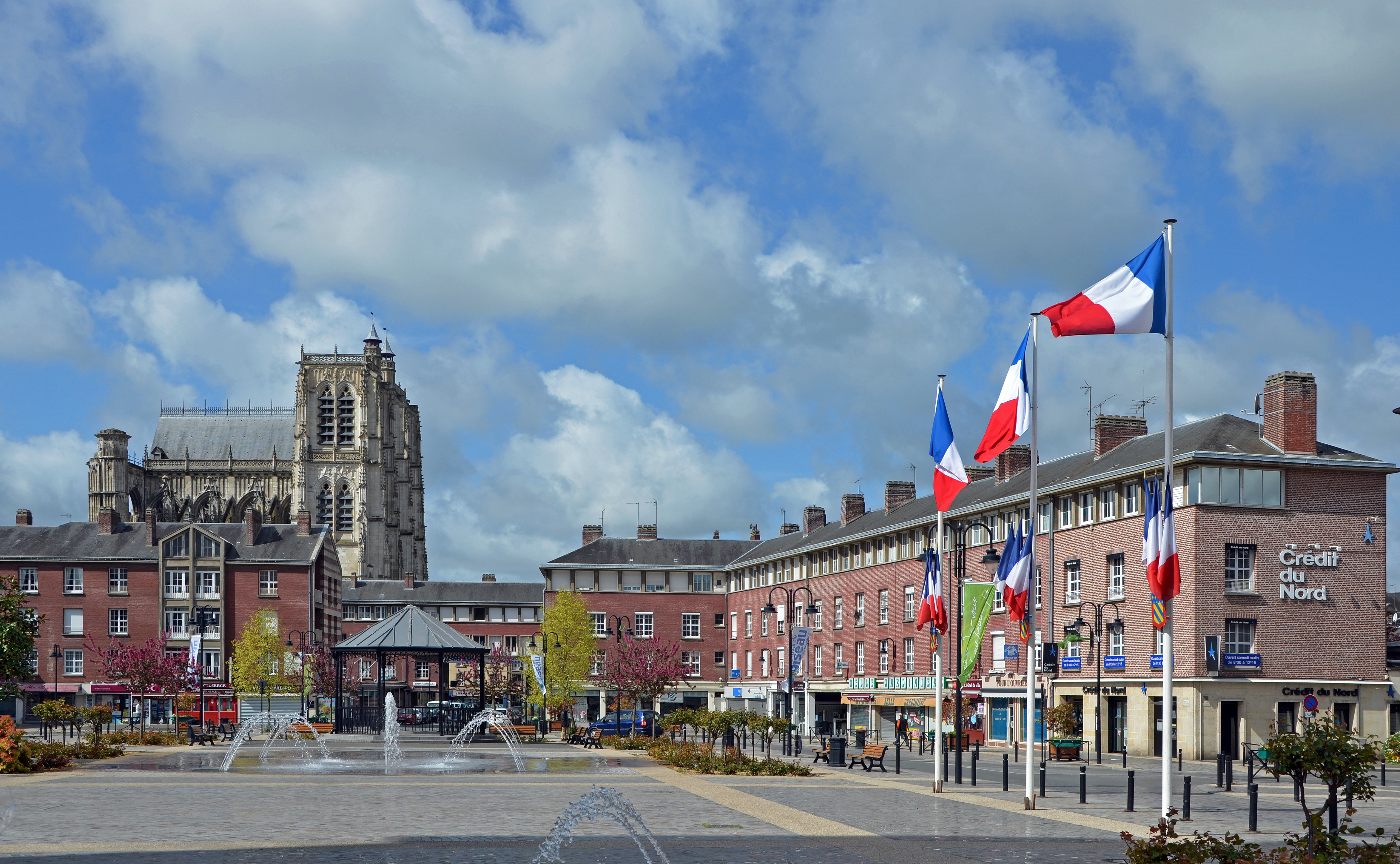
La place Max-Lejeune au cœur d'Abbeville.

Le Château de Bagatelle est une folie construite en 1752 par Josse Van Robais.  Inscrit MH (1926) le Jardin régulier et le parc  Inscrit MH (1946).
- La Manufacture des Rames  Classée MH (1986 )

- Le Théâtre municipal d'Abbeville  Inscrit MH (2003): 
Construit en 1911, le théâtre municipal est l'un des rares dans la région qui possède une salle à l'italienne. .

- Le monument La Barre : 
Il est érigé en 1907 par souscription publique, en commémoration du martyre du chevalier de La Barre,  la dernière personne exécutée pour blasphème en France. 
Placé près de la gare, à côté du pont sur le canal de la Somme, le monument La Barre est un point de ralliement annuel, le premier dimanche de juillet, des défenseurs de la laïcité et des libres-penseurs.

- L'hôtel de Rambures du XVIIIe siècle,  Inscrit MH (1977).
- L'hôtel de Buigny,  Inscrit MH (1933).
- La gare d'Abbeville de style « balnéaire régional » est bâtie autour d'une ossature de bois avec parement de brique rouge,  Inscrit MH (1984).
- Les bains-douches d'Abbeville, construits en 1909-1910 par la Caisse d'épargne sur les plans des architectes Greux et Marchand. Les sculptures sont de Henri Louis Leclabart (1876–1929), auteur du monument aux morts d'Abbeville et de celui du stade Delique.  Inscrit MH (2003).

- Dans le centre-ville, une dizaine de maisons anciennes datent des XVIe, XVIIe et XVIIIe siècles.  Classé MH ou  Inscrit MH entre 1924 et 1974.
- L'Hôtel de ville d'Abbeville

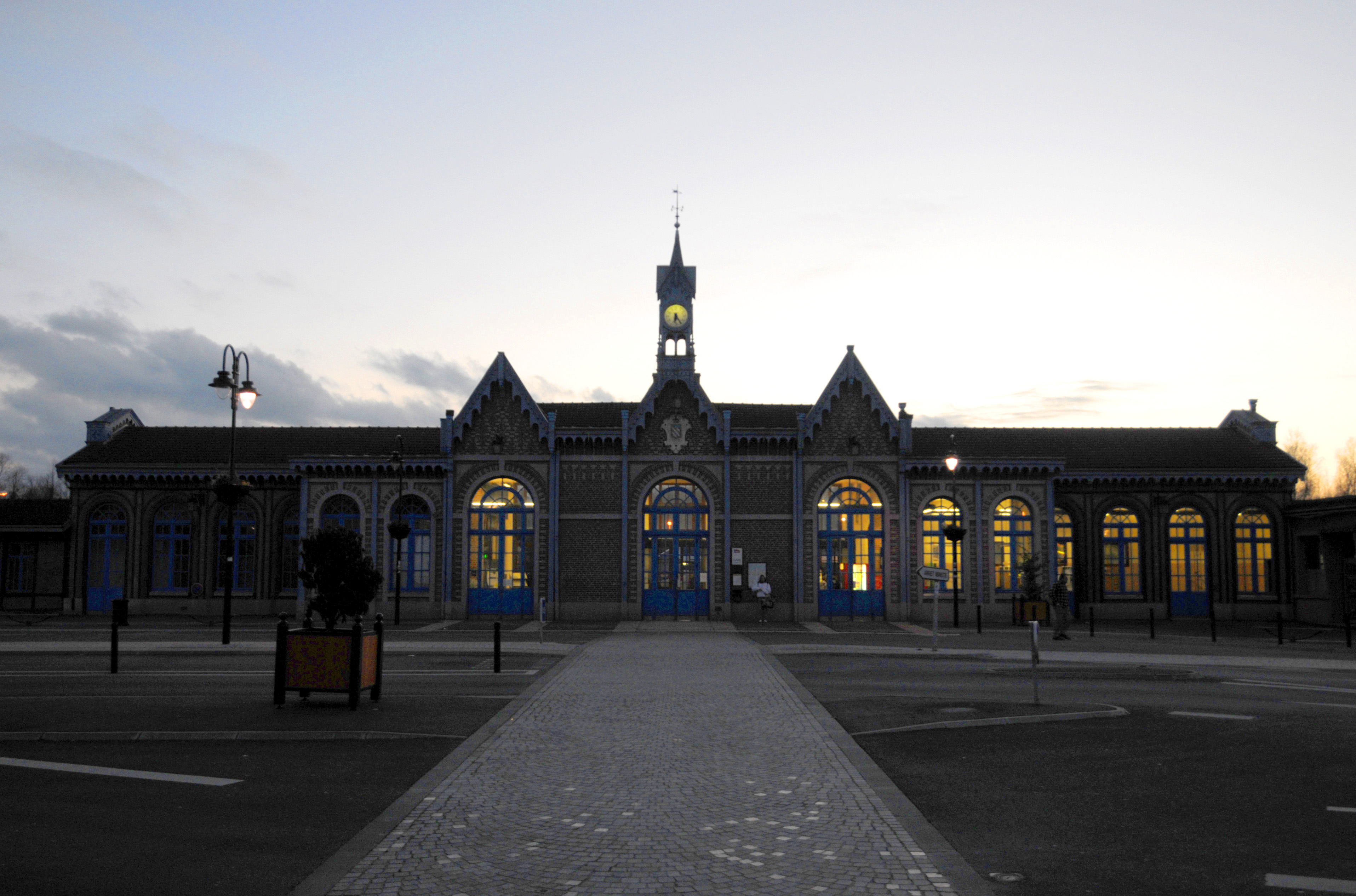
La gare d'Abbeville en février 2010.
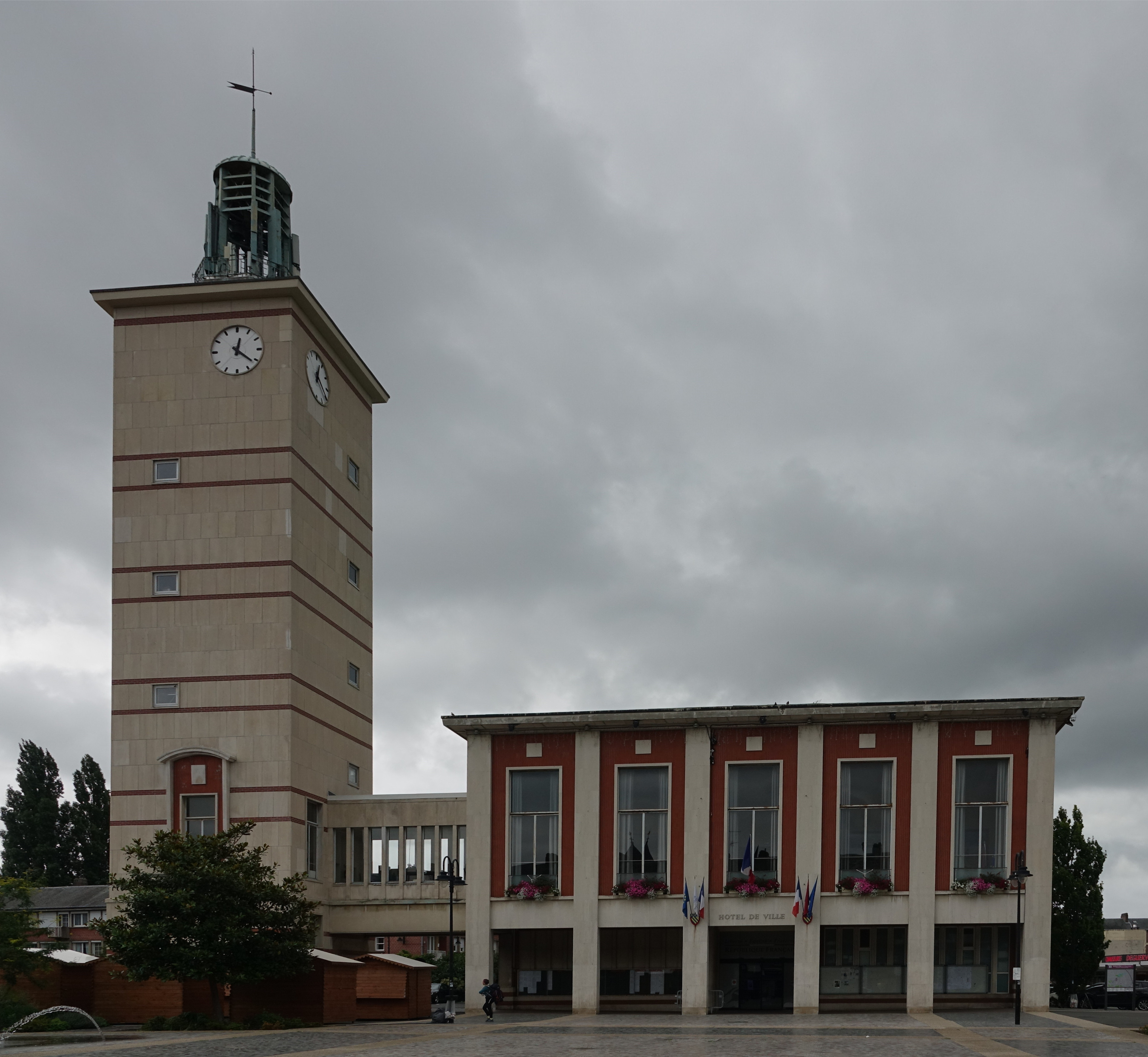
hôtel de ville, inauguré en 1960.
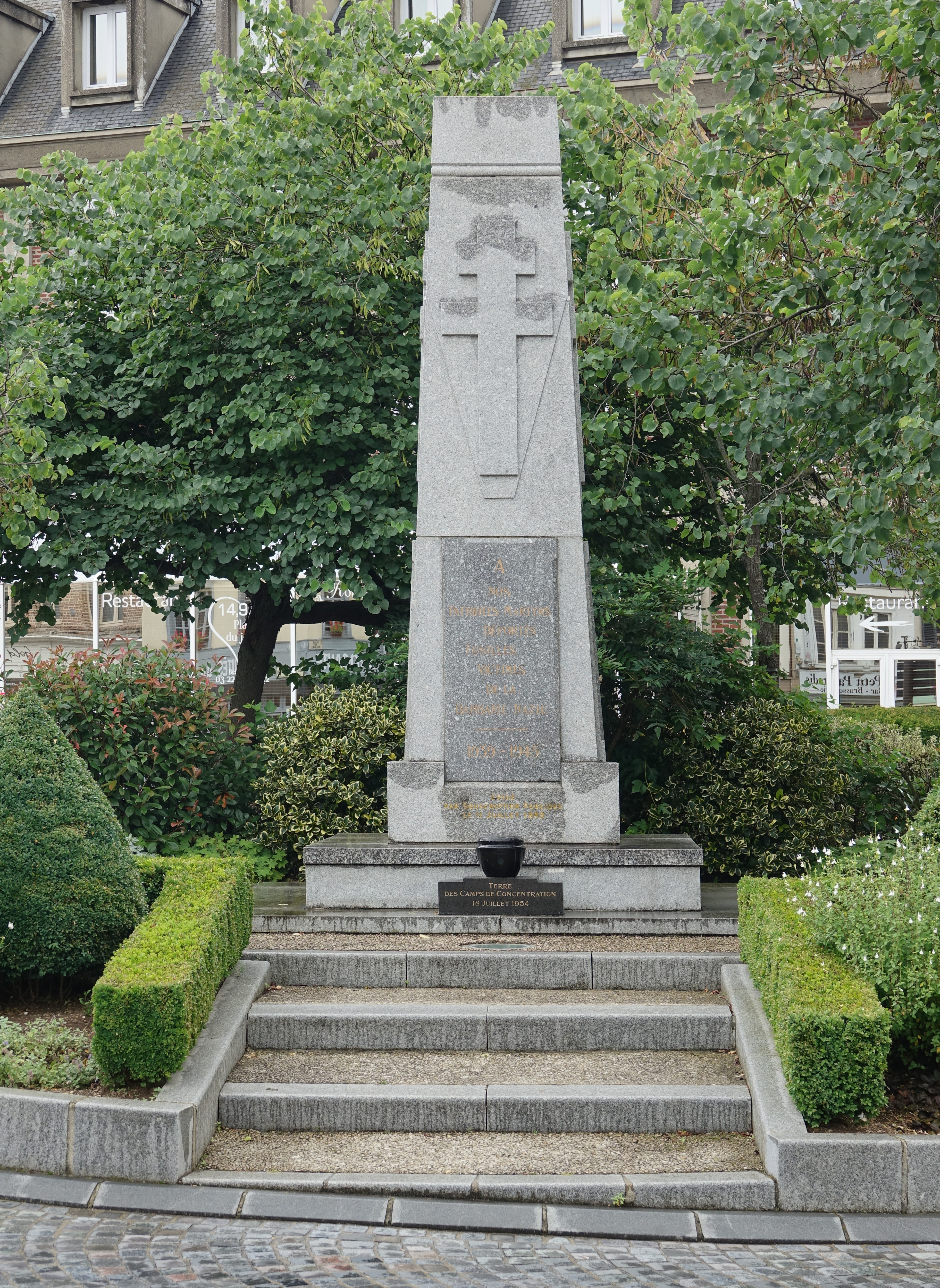
Monument aux morts de la Seconde Guerre mondiale.

#### Autres monuments commémoratifs
- Monument aux morts de la guerre de 1870, dû à un Alsacien, Xavier Niessen, fondateur du Souvenir français[169].
- Monument[170] à l'amiral Courbet, œuvre d'Alexandre Falguière et Antonin Mercié.
- Monument aux morts de la Grande Guerre, Les Patrouilleurs, sculpture due à Louis Leclabart. Réalisé en pierre de Lavoux, la sculpture représente une scène de tranchées. Le monument a été inauguré en 1923 par le maréchal Foch[171].
- Monument aux morts de la Seconde Guerre mondiale.

### Nom jeté
Le nom jeté des Abbevillois est « chés bourgeois d'Adville ».

### Abbeville dans les arts et la culture
Voltaire, dans son Dictionnaire philosophique (1769), rédigea un article Torture, dans lequel il fit un récit du martyre du Chevalier de La Barre :
[…] « Lorsque le chevalier de La Barre, petit-fils d'un lieutenant général des armées, jeune homme de beaucoup d'esprit et d'une grande espérance, mais ayant toute l'étourderie d'une jeunesse effrénée, fut convaincu d'avoir chanté des chansons impies, et même d'avoir passé devant une procession de capucins sans avoir ôté son chapeau, les juges d'Abbeville, gens comparables aux sénateurs romains, ordonnèrent, non seulement qu'on lui arrachât la langue, qu'on lui coupât la main, et qu'on brûla son corps à petit feu ; mais ils l'appliquèrent encore à la torture pour savoir combien de chansons il avait chanté, et combien de processions il avait vu passer, le chapeau sur la tête. Ce n'est pas dans le XIIIe ou dans le XIVe siècle que cette aventure est arrivée, c'est dans le XVIIIe siècle. »

Victor Hugo, dans ses récits de voyages évoque ses séjours à Abbeville.
André Maurois, dans Les Silences du colonel Bramble (1918), décrit plaisamment l'esprit commerçant intact des habitants d'Abbeville dans les derniers mois de la guerre. Le même auteur fait de la ville, à l'époque du règne de Louis-Philippe,  le cadre de l'un de ses premiers romans, Ni Ange ni bête.

### Personnalités liées à Abbeville
Les personnes nées à Abbeville sont visibles sur l'article ci-dessous :
Les personnes ci-dessous ne sont pas nées à Abbeville mais ont un autre lien : 
- Roger Agache, archéologue, considéré comme l'un des pionniers de l'archéologie aérienne.
- Rachel Baes (1912-1983), artiste-peintre belge, est inhumée au cimetière de la Chapelle d'Abbeville.
- Jacques Becq (1924-2009), ancien maire (1989-1995) et député de la Somme (1981-1986 et 1988-1993).
- Jacques Boucher de Perthes (1788-1868), qui fut l'un des fondateurs de l'étude de la Préhistoire. En hommage, le musée et le lycée public portent son nom.
- René Caron (1896-1942), militaire français, protagoniste du massacre d'Abbeville le 20 mai 1940. Une rue a été renommée en son honneur.
- L'abbé Pierre Carpentier, prêtre et figure de la résistance abbevilloise, déporté et décapité à Dortmund en Allemagne en 1943. Il fut vicaire de la paroisse Saint-Gilles d'Abbeville et s'est beaucoup investi dans le scoutisme local. Le groupe Scouts et Guides de France d'Abbeville porte son nom.
- Jules-Désiré Caudron (1816-1877), artiste-peintre.
- Louis et Robert Cordier, graveurs, XVIIe siècle.
- Hélisenne de Crenne, romancière humaniste du XVIe siècle est née à Abbeville, elle est connue pour son roman sentimental Les Angoysses douloureuses qui procedent d'amours.
- Jacques Darras (1939), universitaire et poète.
- Jean-François-Martial Dergny (1809-1880), prêtre et artiste-peintre, vicaire de l'église Saint-Gilles de 1833 à sa mort.
- Louise Adélaïde Desnos (1807-1878), artiste-peintre française, y est décédée.
- Didier Drogba (1978), footballeur franco-ivoirien, a habité à Abbeville durant son enfance ; il a également été joueur au SCA Football[172].
- Gaston Dufresne (1886-1963), figure de la Résistance (membre du réseau Zéro France), président de l'office HLM (1928-1963), vice-président du conseil d'administration de la Fédération nationale des sociétés coopératives d'HLM, conseiller municipal (1945-1953) et adjoint au maire (1953-1963), décoré de plusieurs distinctions récompensant son engagement citoyen et politique (notamment chevalier de la Légion d'honneur, Croix de guerre, officier de l'Instruction publique et du mérite social, médaille de la Libération, de la Résistance belge, médaille commémorative belge). En mai 1965, à l'occasion du cinquantenaire de la société coopérative d'HLM cofondée par Gaston Dufresne (il a notamment lancé la construction de logements en accession à la propriété et contribua à l'implantation de 500 de ces habitations à Abbeville), Max Lejeune, maire d'Abbeville, inaugure la rue qui porte le nom de cet infatigable militant : « nous avons voulu que son nom reste à jamais gravé dans notre cité » pour maintenir le souvenir d'« un travailleur acharné qui accomplit toujours sa tache bénévolement »[173].
- André Dumont (1764-1838), plusieurs fois député de la Somme sous la Révolution, fut sous-préfet d'Abbeville pendant le Premier Empire.
- Pierre Février (Abbeville 21 mars 1696 - Paris 5 novembre 1760), compositeur, claveciniste et organiste.
- Marcel Godet (1882-1914), historien, conservateur de la bibliothèque, du musée et des archives d'Abbeville. Son nom est inscrit au Panthéon dans la liste des 560 écrivains morts pour la France.
- Maxime Gremetz (né en 1940), ancien député de la Somme (1978-1981, 1986-1988 et 1993-2011), a grandi à Abbeville.
- Francis Hammel (1950-2021), ancien conseiller municipal (1995-2014) et député de la Somme (1997-2002).
- Joël Hart (né en 1945), ancien maire (1995-2008) et député de la Somme (1986-1988, 1993-1997 et 2002-2007).
- Chantal Leblanc (1945-2015), ancienne adjointe au maire (1989-1995), conseillère municipale (1983-2008) et députée de la Somme (1978-1981).
- Le chevalier de La Barre (1745-1766), victime de l'intolérance religieuse ; un monument le commémore.
- Jean Le Fèvre de Saint-Remy (1395-1468), écrivain chroniqueur du XVe siècle, noble et seigneur maniant les armes, a combattu du côté anglais lors de la bataille d'Azincourt.
- Max Lejeune (1909-1995), maire de 1947 à 1989, député, ministre, sénateur.
- Adolphe Leroy (1810-1888), dessinateur, illustrateur, lithographe.
- Jules Gabriel Levasseur (1823-après 1878), graveur.
- Louis XII s'est remarié à Abbeville en 1514.
- Stanisław Maczek (1892-1994), général polonais commandant la 1re division blindée ayant libéré Abbeville en septembre 1944, fait citoyen d'honneur de la ville.
- Robert Mallet, écrivain.
- Alfred Manessier (1911-1993), peintre non-figuratif, créateur des vitraux de l'église du Saint-Sépulcre.
- Jean Marant, marin et corsaire du XIVe siècle, qui s'illustra pendant la guerre de Cent Ans.
- Gilbert Mathon (né en 1941 à Vitry-en-Artois), homme politique français. Conseiller municipal de Bernaville de 1977 à 1983 puis d'Abbeville de 1983 à 2007 (premier adjoint de 1989 à 1995), conseiller général d'Abbeville-Nord de 1998 à 2015 et député de la Somme de 2007 à 2012.
- Jean Miélot († 1472), secrétaire particulier des ducs de Bourgogne.
- Charles-Hubert Millevoye, poète romantique abbevillois du XVIIIe siècle.
- Claude Moine, plus connu sous le pseudonyme d'Eddy Mitchell (né en 1942 à Paris 9e), venait très souvent voir sa grand-mère maternelle, Jeanne Varlet, native d'Abbeville, dans sa maison de la chaussée d'Hocquet (proche du faubourg de Rouvroy), et passait ses vacances dans la ville.
- Émile Molet (1905-1942), militaire français protagoniste du massacre d'Abbeville le 20 mai 1940.
- Gabriel Naudé, organisateur de la bibliothèque Mazarine, est mort en 1653 à Abbeville.
- Jean Opila (1946-2012), footballeur français, est mort à Abbeville.
- Victor-Marie Picot (1745-1802), graveur, vécut dans le quartier Saint-Paul[174].
- Aimé Louis Richardot, maire de Reims (de 1849 à 1850), est mort en 1884 à Abbeville.
- Oscar-Edmond Ris-Paquot (1835-1912), artiste-peintre et critique d'art, a vécu et est mort à Abbeville.
- Robert Tyrakowski (1944-2008), footballeur et entraîneur français, joueur (1965-1974), entraîneur (1978-1982 et 1994-1998), coordinateur sportif (2005-2006) du SC Abbeville, qui a promu le club pour la première fois de son histoire en D2 en 1980-1981. Le terrain d'honneur du stade Paul-Delique porte son nom.
- Najat Vallaud-Belkacem, qui vécut à Abbeville (dans le quartier des Provinces) durant son enfance.
- Romain Huret, historien et président de l'École des hautes études en sciences sociales
- Joris Van Severen (1894-1940), homme politique belge, décédé lors du massacre d'Abbeville du 20 mai 1940, inhumé au cimetière de la Chapelle.

### Héraldique
| Blason de Abbeville | Blason  | D'azur à trois bandes d'or à la bordure de gueules, au chef d'azur semé de fleurs de lys d'or. |
| Blason de Abbeville | Détails | Devise : - Fidelis (Je suis fidèle). Support : - branche de laurier et branche de chêne nouées d'un ruban où s'inscrit la devise. Ornements extérieurs : - croix de la Légion d'honneur. Décret du 2 juin 1948 : « Magnifique cité, victime des deux guerres mondiales, titulaire de la Croix de guerre 1914-1918, a été le théâtre de violents combats en 1940, lors de la bataille de la Somme. A subi de mai 1940 à la Libération, de nombreux bombardements qui ont causé la destruction de plus du tiers de ses habitations et des pertes humaines très douloureuses. Sa population durement atteinte dans sa chair et dans ses biens, n'en a pas moins fait face avec un magnifique patriotisme aux entreprises de l'occupant. Libérée le 2 septembre 1944, après de sévères combats de rues, auxquels participèrent vaillamment ses combattants volontaires infligeant des pertes sévères à l'ennemi. En toutes circonstances s'est montrée digne d'un beau passé de gloire et de fidélité à la Patrie ». (J.O. du 3 juin 1948) - Croix de guerre 1914-1918 avec palme. Citation à l'ordre de l'armée du 12 août 1920 : « Par sa situation militaire a été l'objet d'attaques réitérées de l'aviation ennemie ; malgré ses souffrances et ses deuils a conservé intacte sa foi patriotique. » (J.O. du 14 août 1920) - Croix de guerre 1939-1945 avec palme attribuée en même temps que la croix de la Légion d'honneur. Les armoiries de la commune d'Abbeville, connues par un sceau de 1290, furent modifiées par lettres patentes du roi Charles V du 19 juin 1369 qui accordait à la ville sa devise et le port sur ses armoiries du chef de France. |

## Pour approfondir